# Liste der Flüsse in New South Wales

Flagge New South Wales´

Die Liste der Flüsse in New South Wales gibt eine Übersicht aller Flüsse im australischen Bundesstaat New South Wales (deutsch Neu-Süd-Wales, Abkürzung: NSW).

## Flüsse
Legende: L = Länge in km; E = Einzugsgebiet in km²; Q = Quellhöhe; M = Mündungshöhe; F = Flusssystem

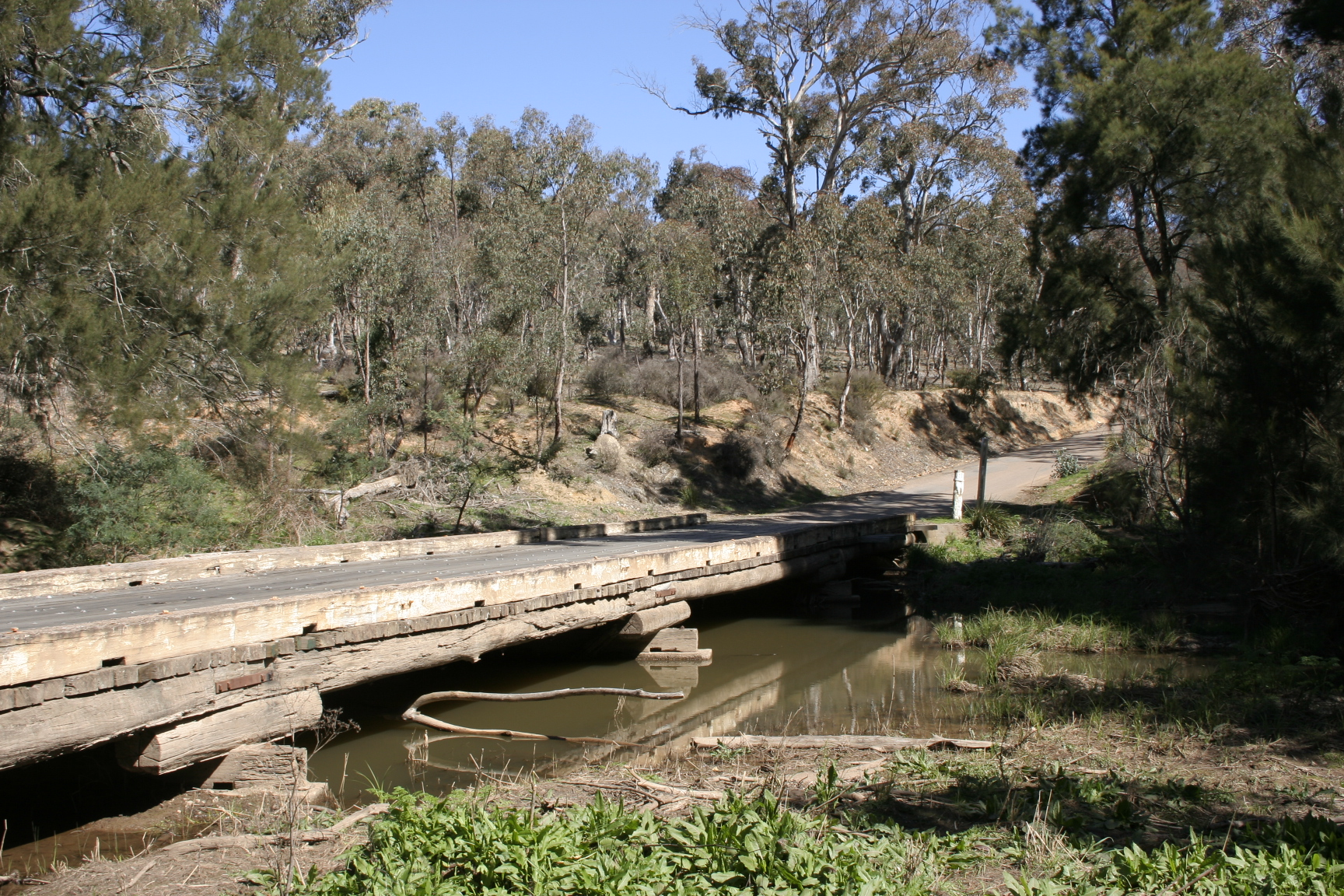
Brücke über den Abercrombie River

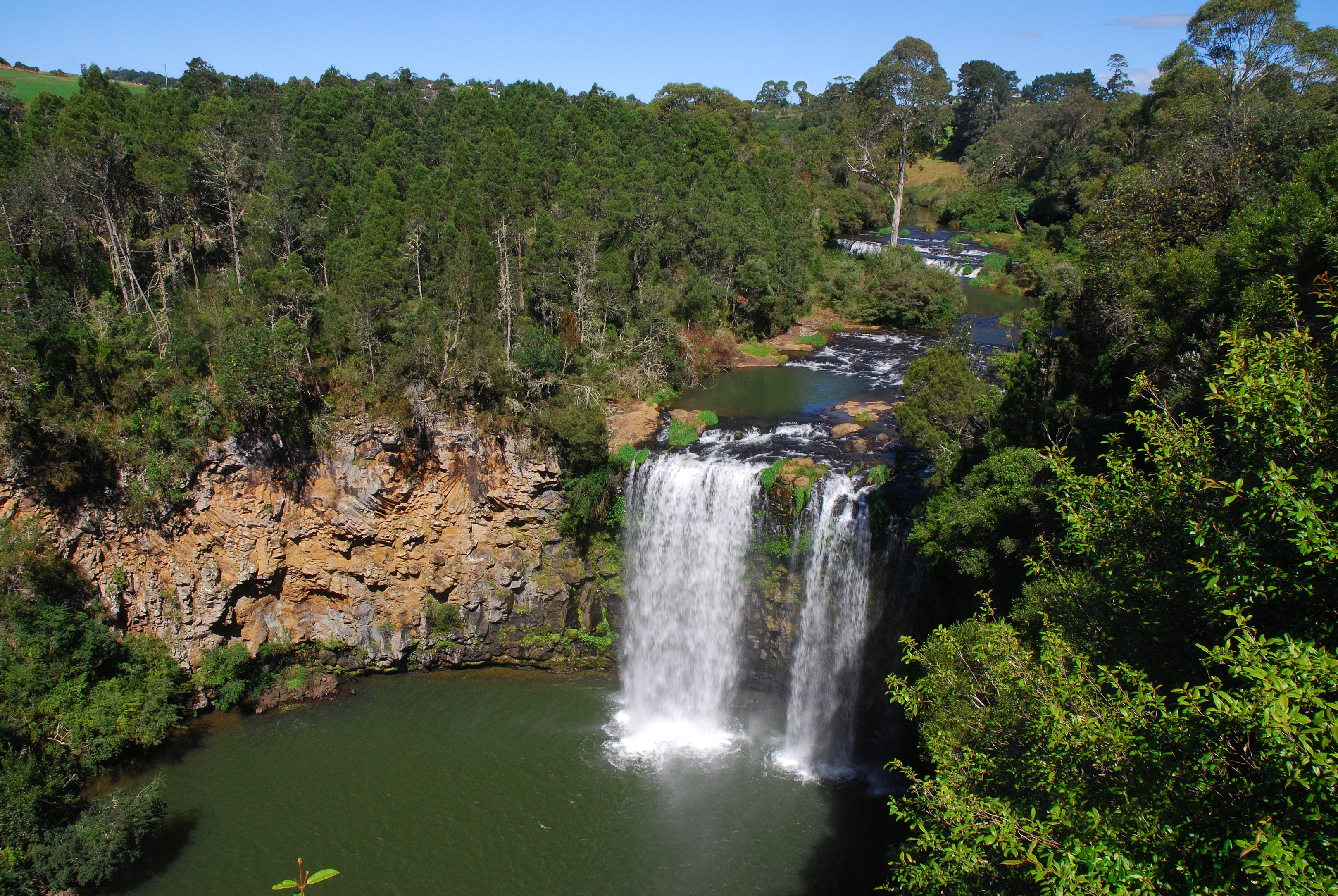
Dangar Falls am Bielsdown River

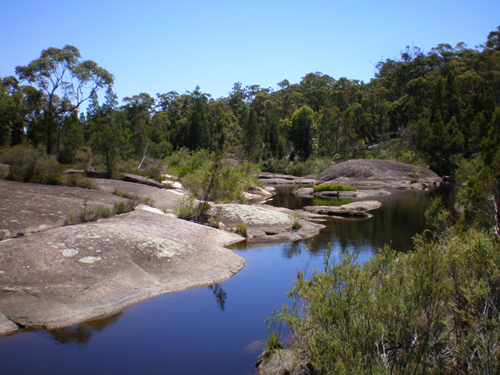
Boonoo Boonoo River

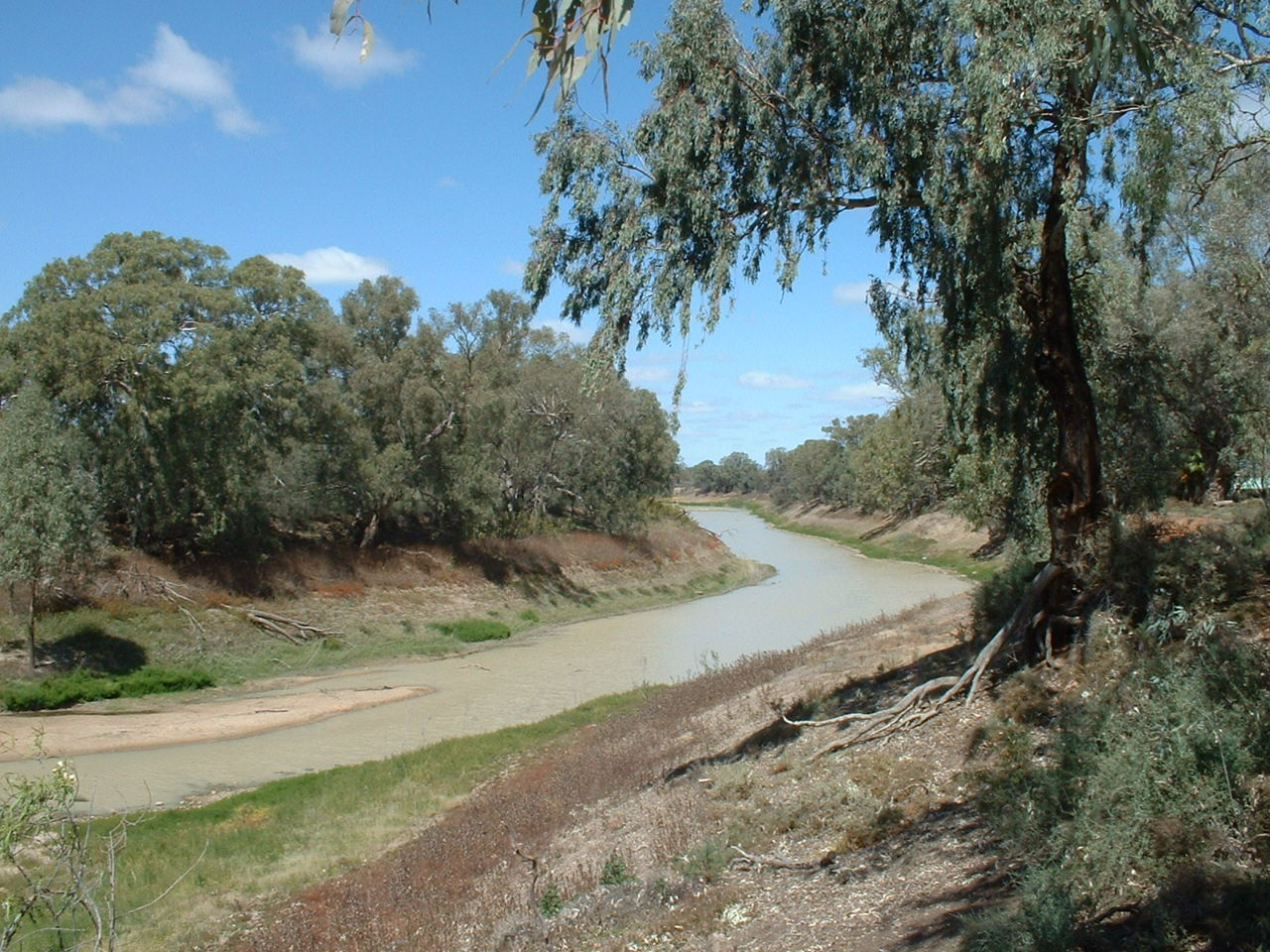
Darling River

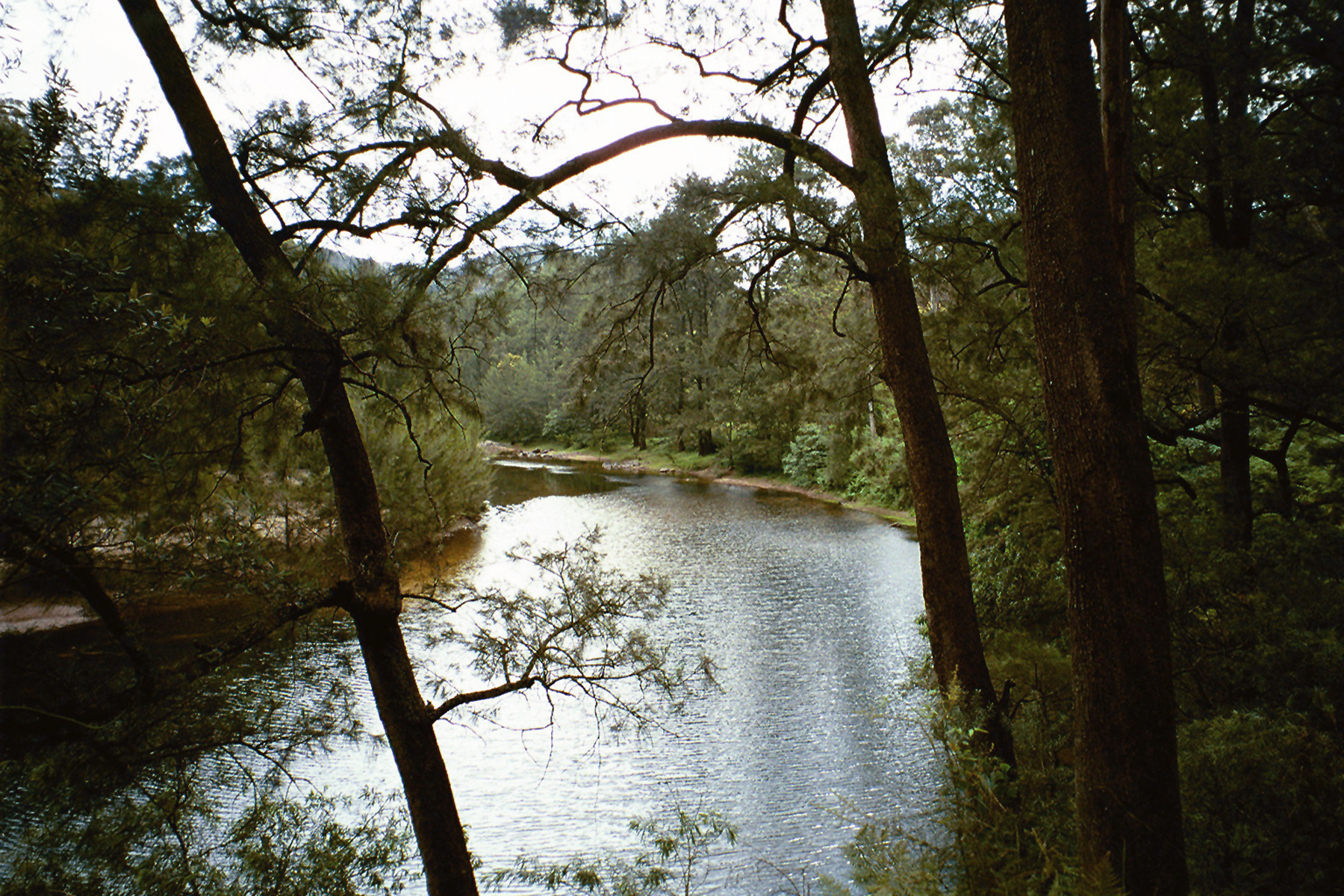
Deua River

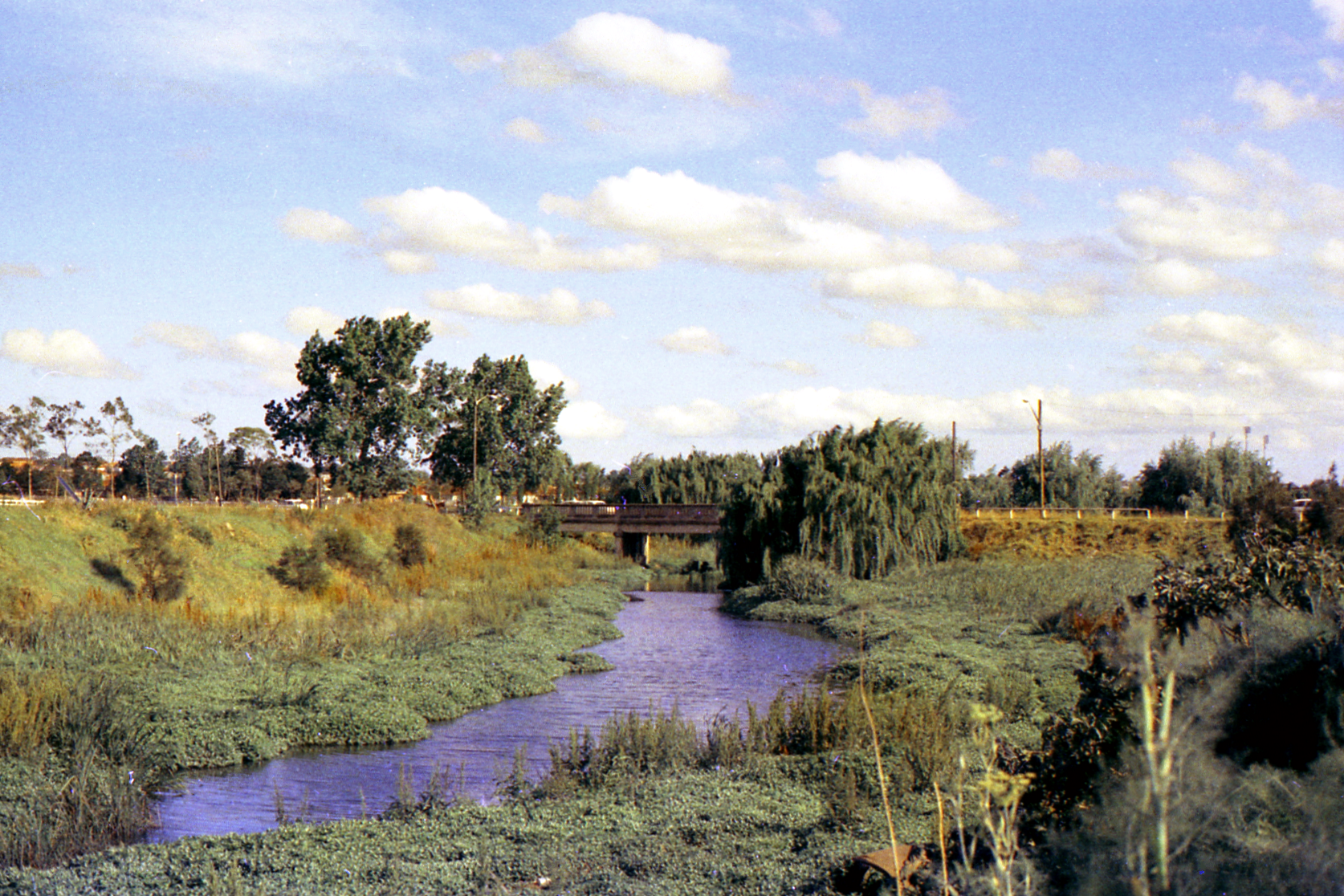
Duck River

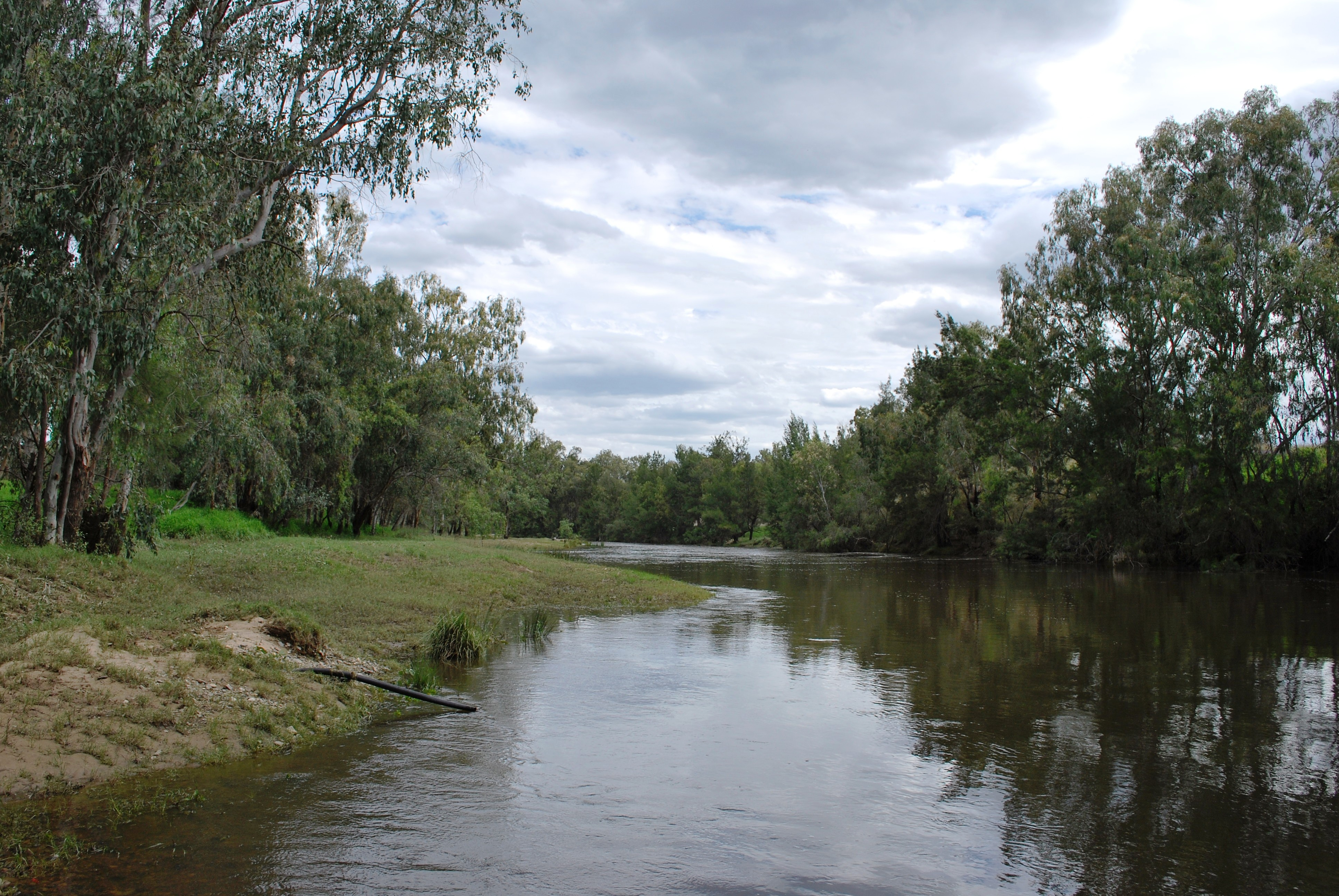
Dumaresq River

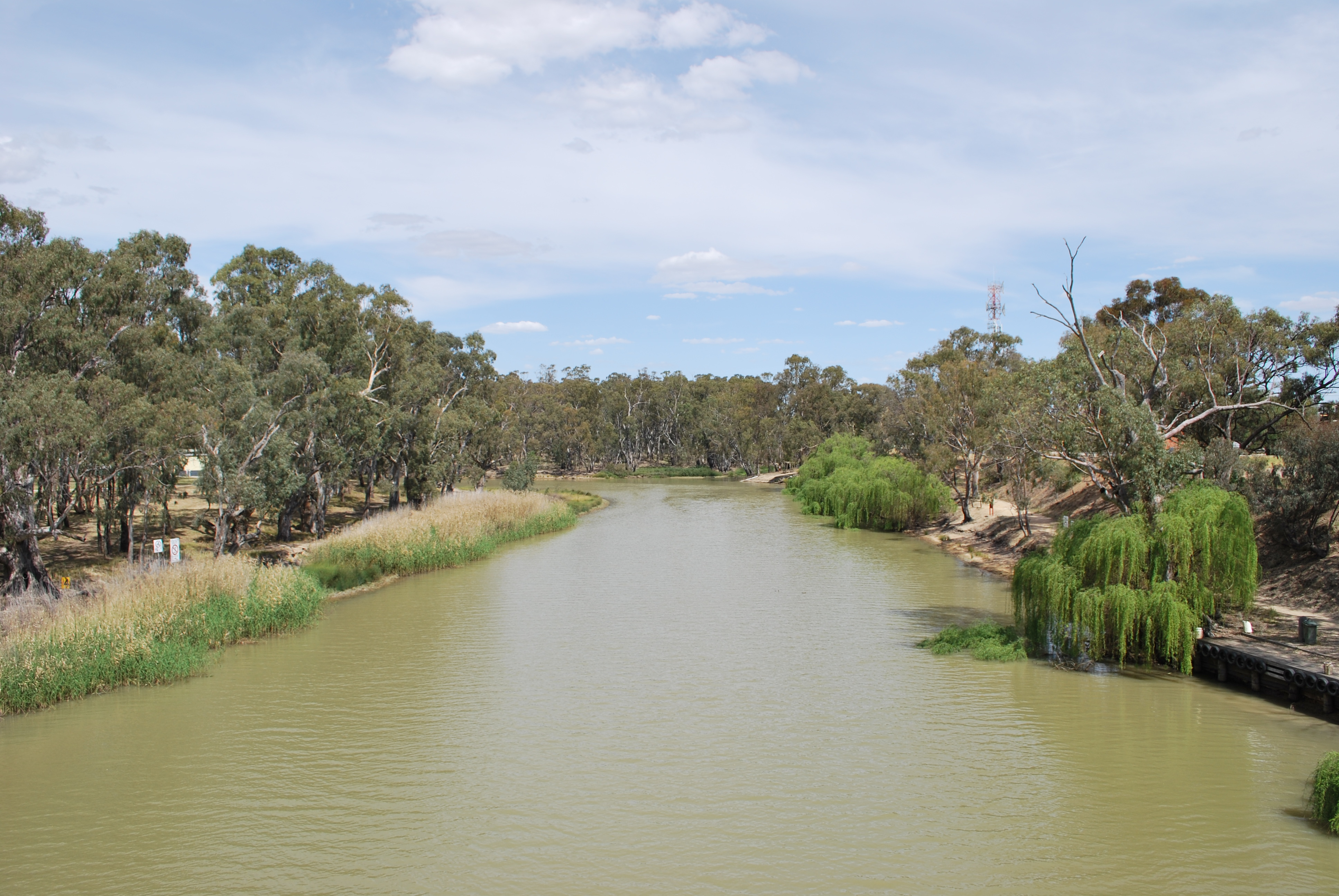
Der Edward River in Deniliquin

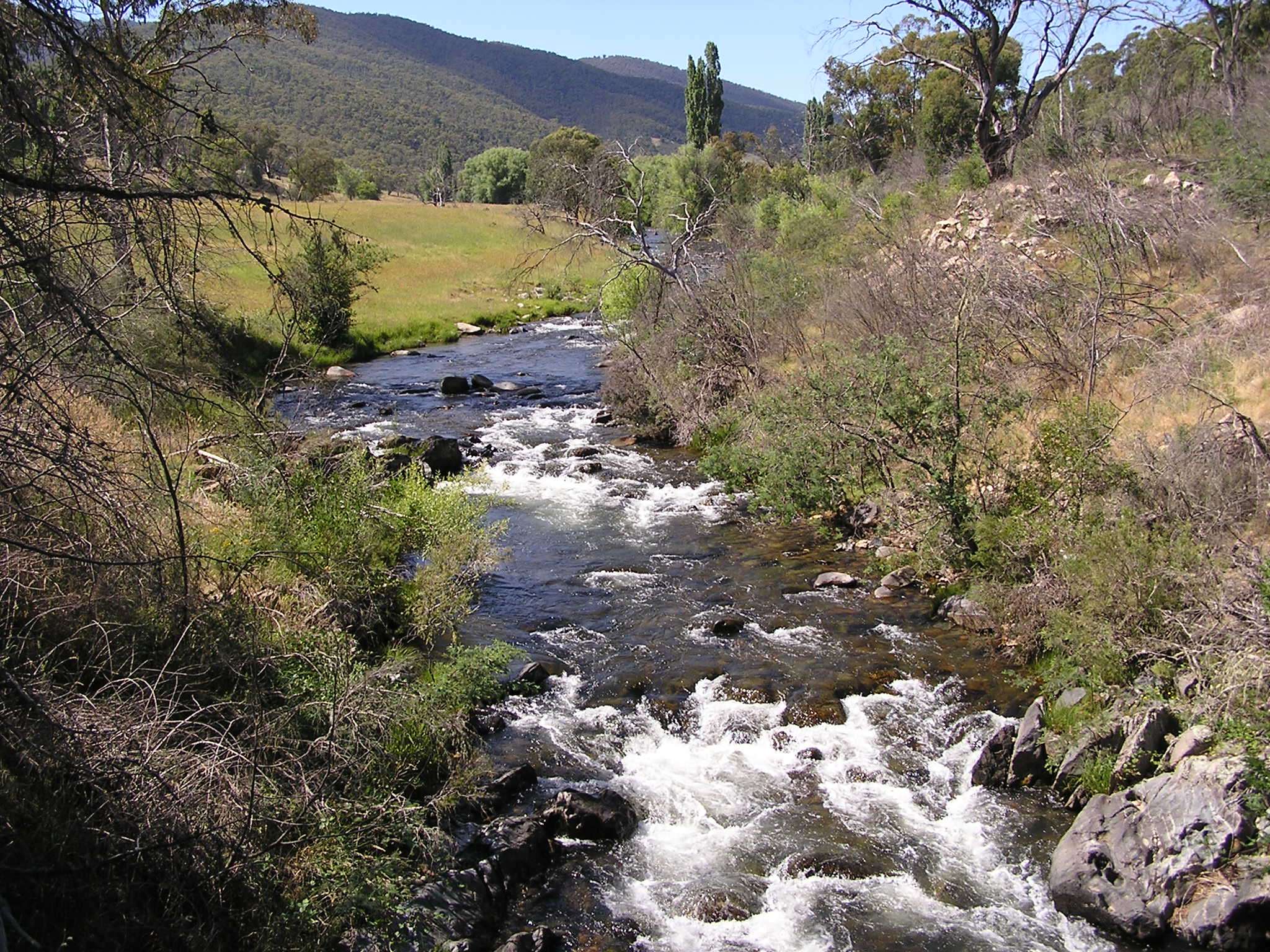
Goodradigbee River im Brindabella Valley

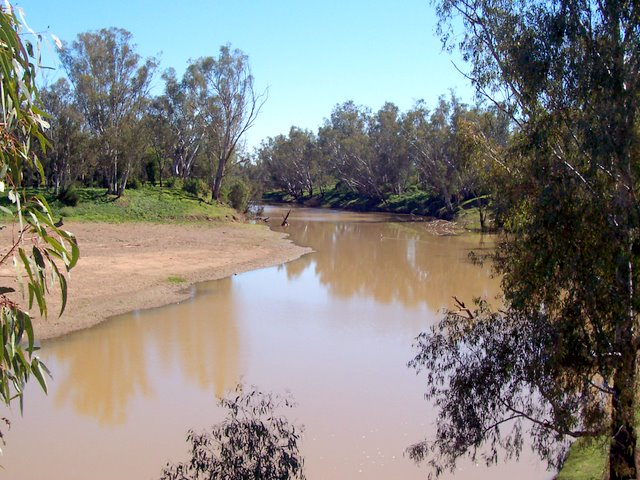
Gwydir River

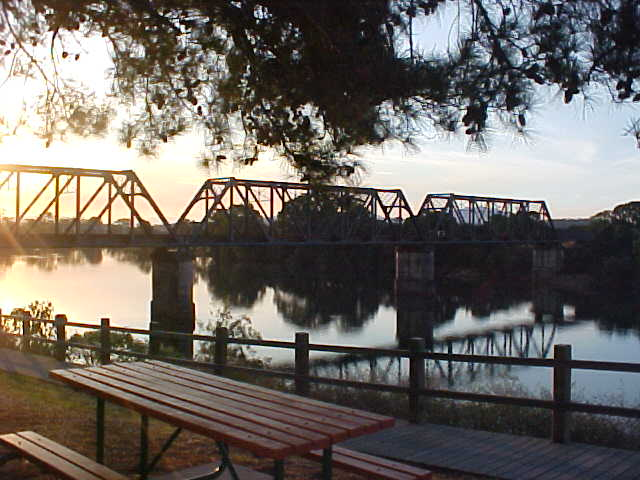
Eisenbahnbrücke über den Hastings River in Wauchope

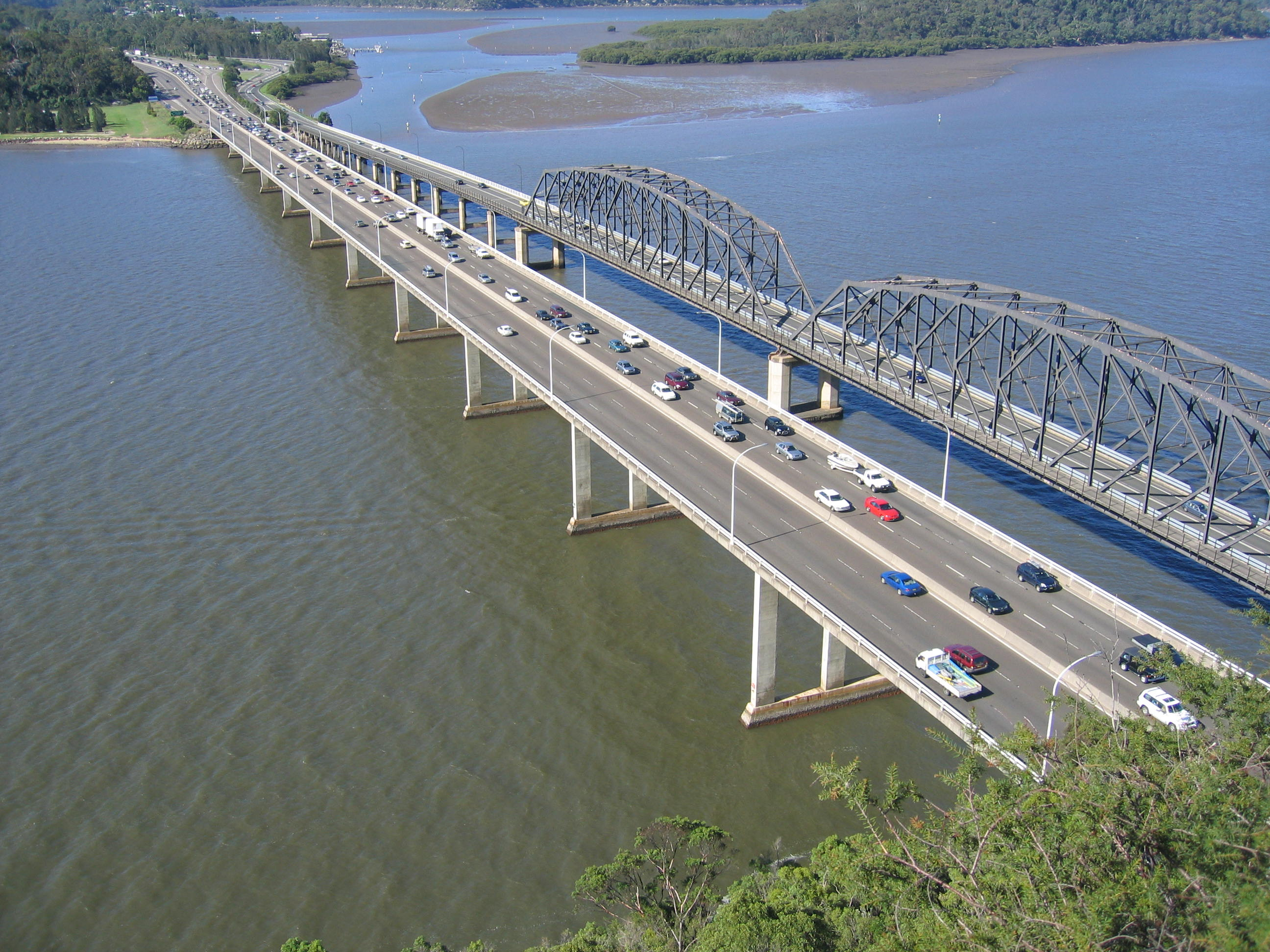
Brücken über den Hawkesbury River

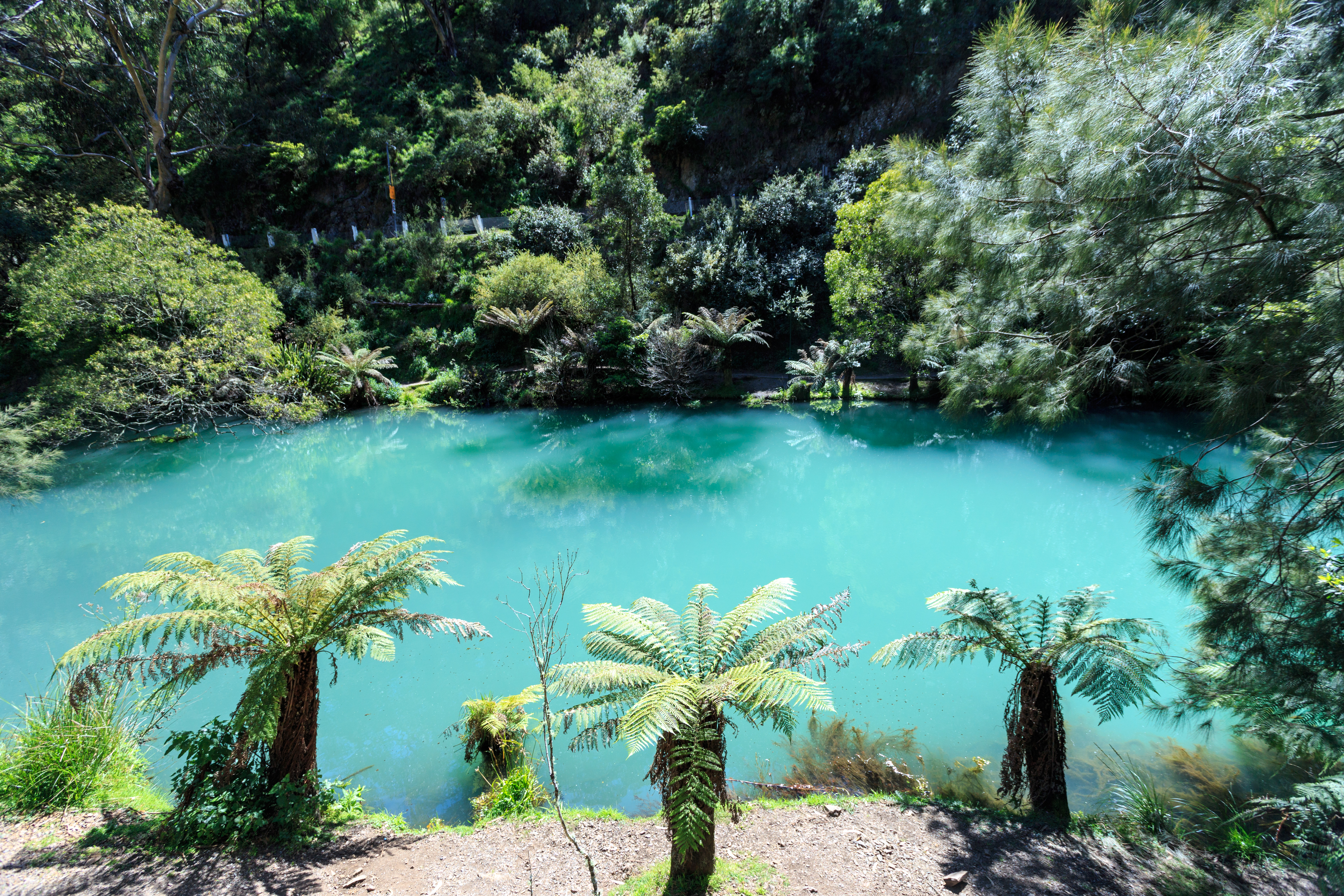
Jenolan River

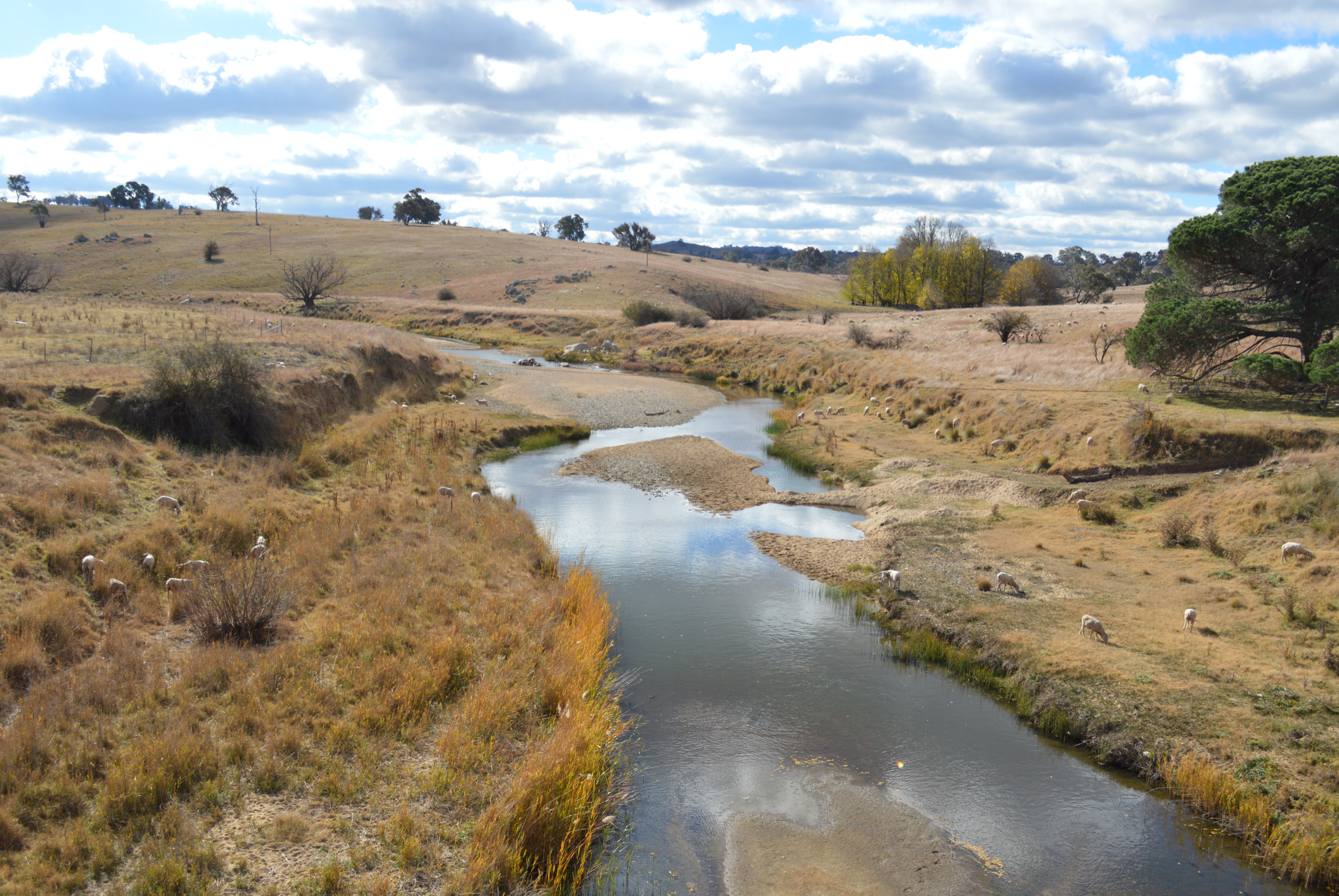
Lachlan River

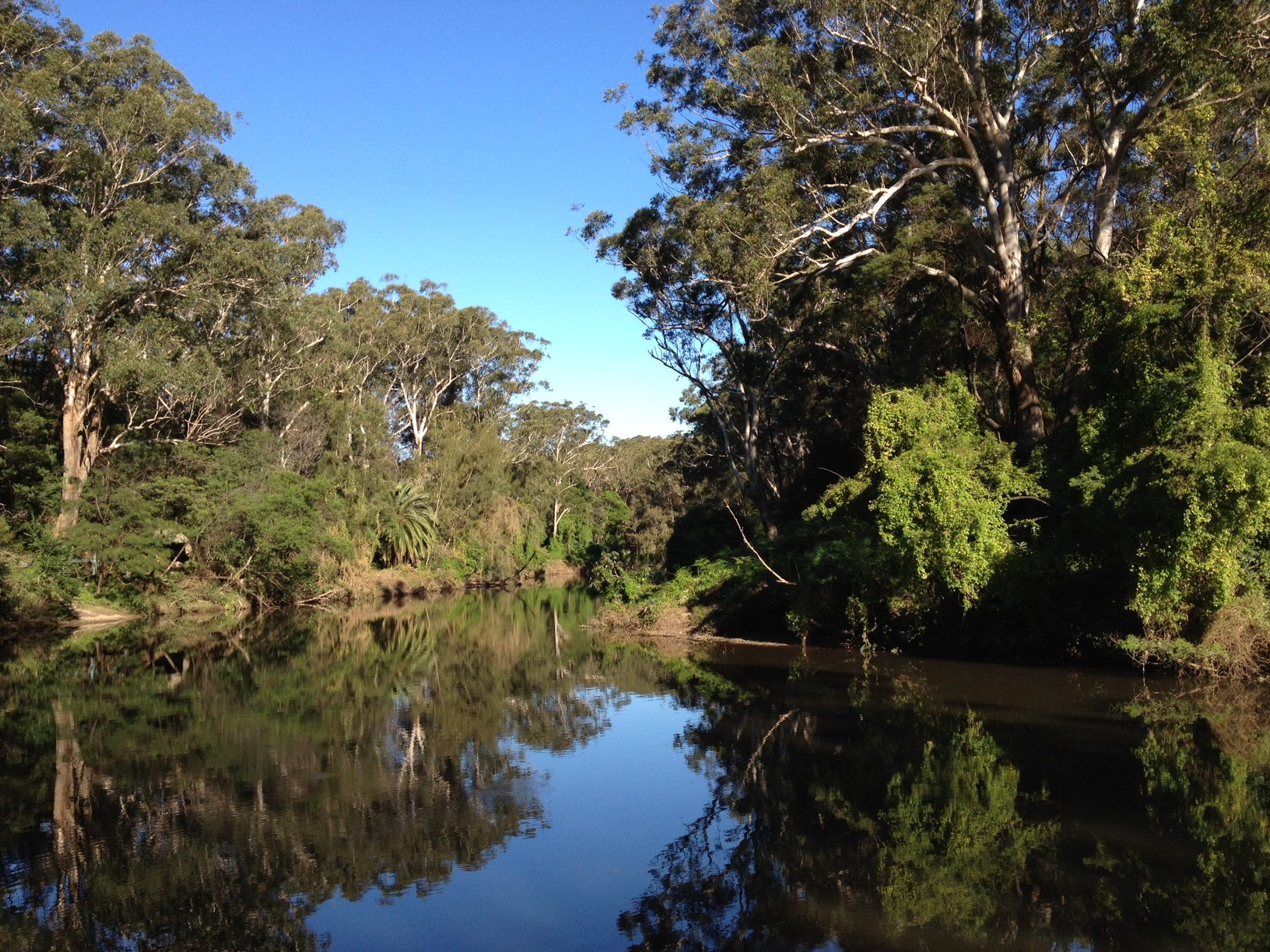
Lane Cove River

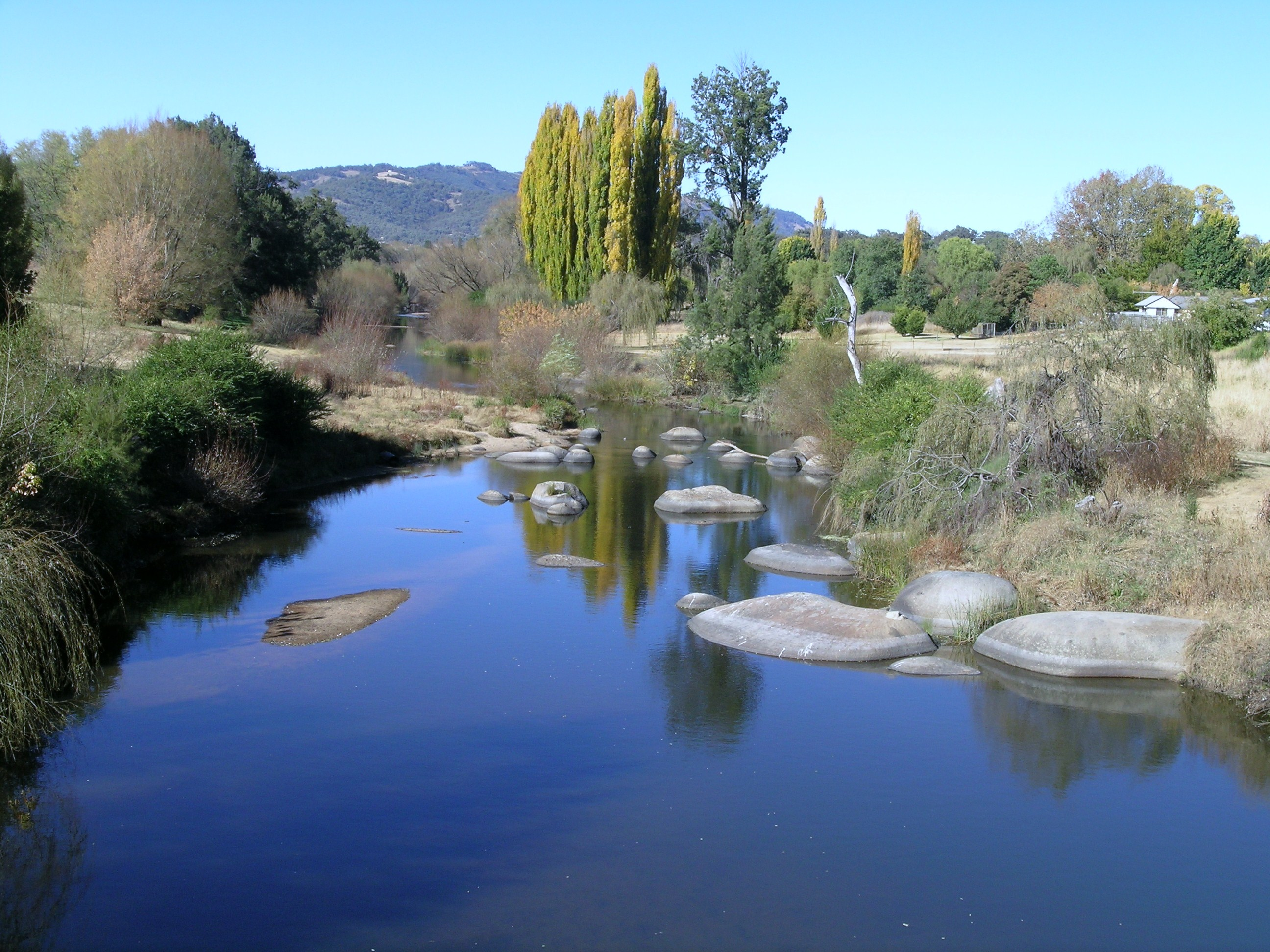
Macdonald River

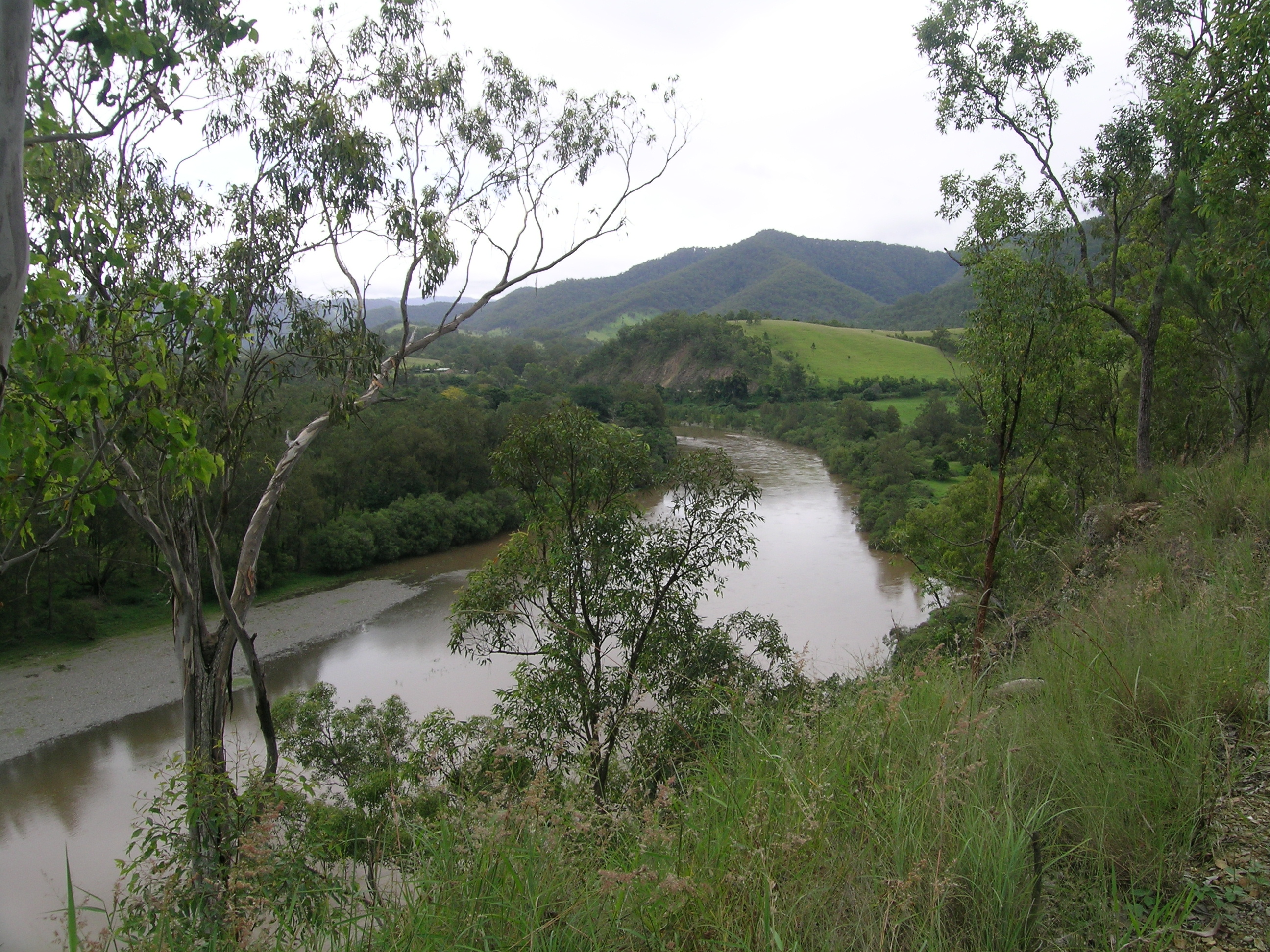
Macleay River

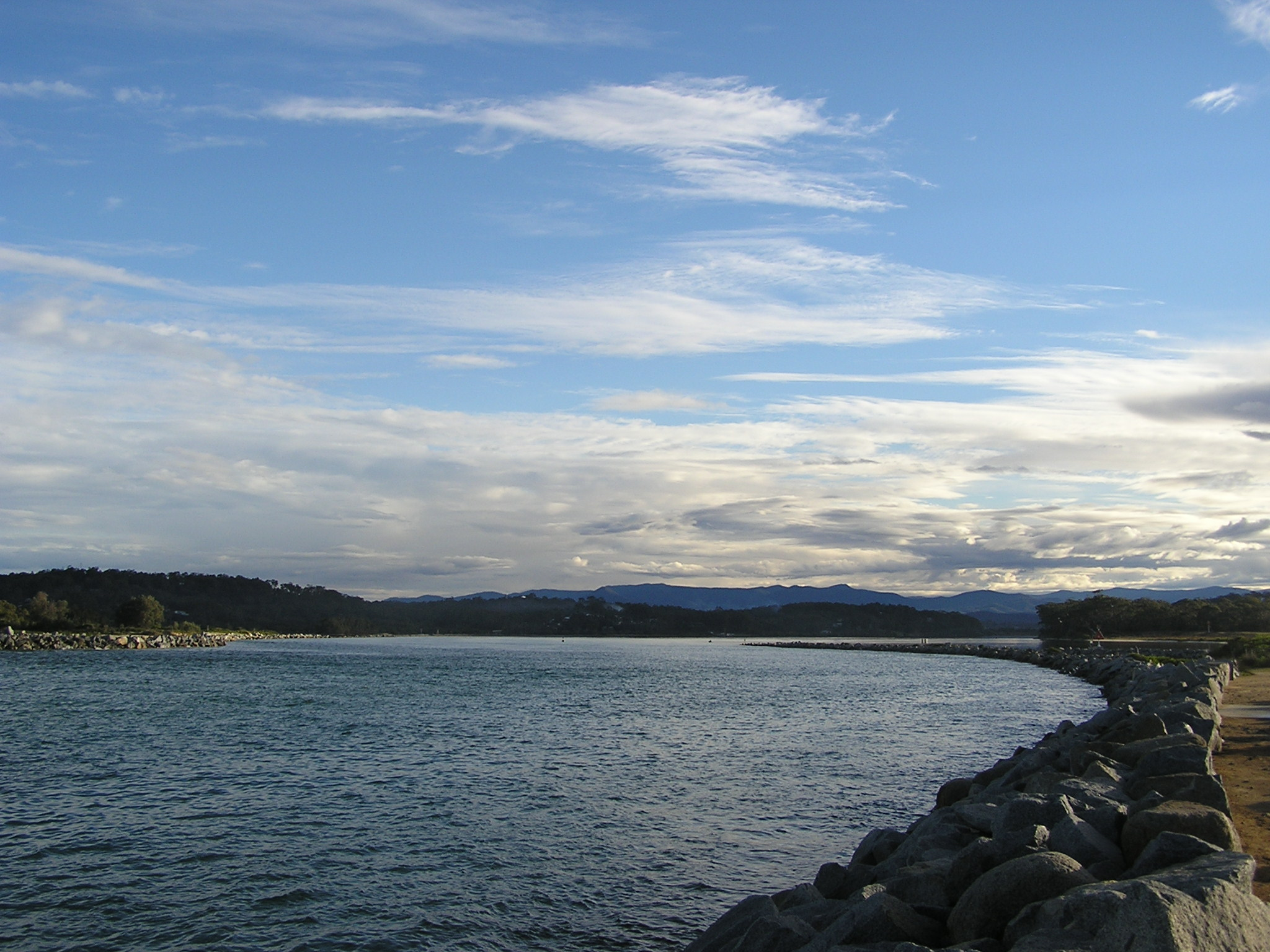
Moruya River

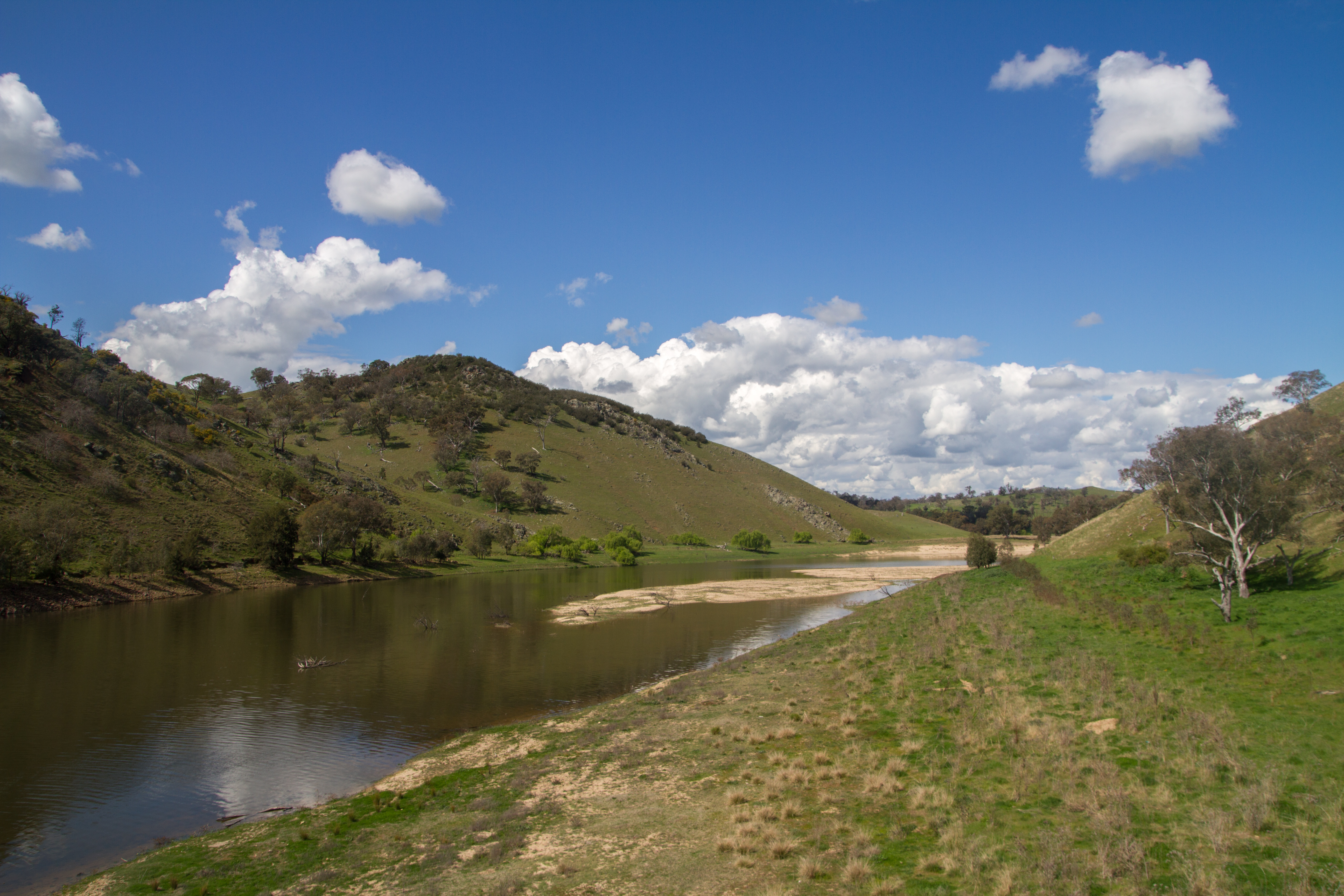
Murrumbidgee River

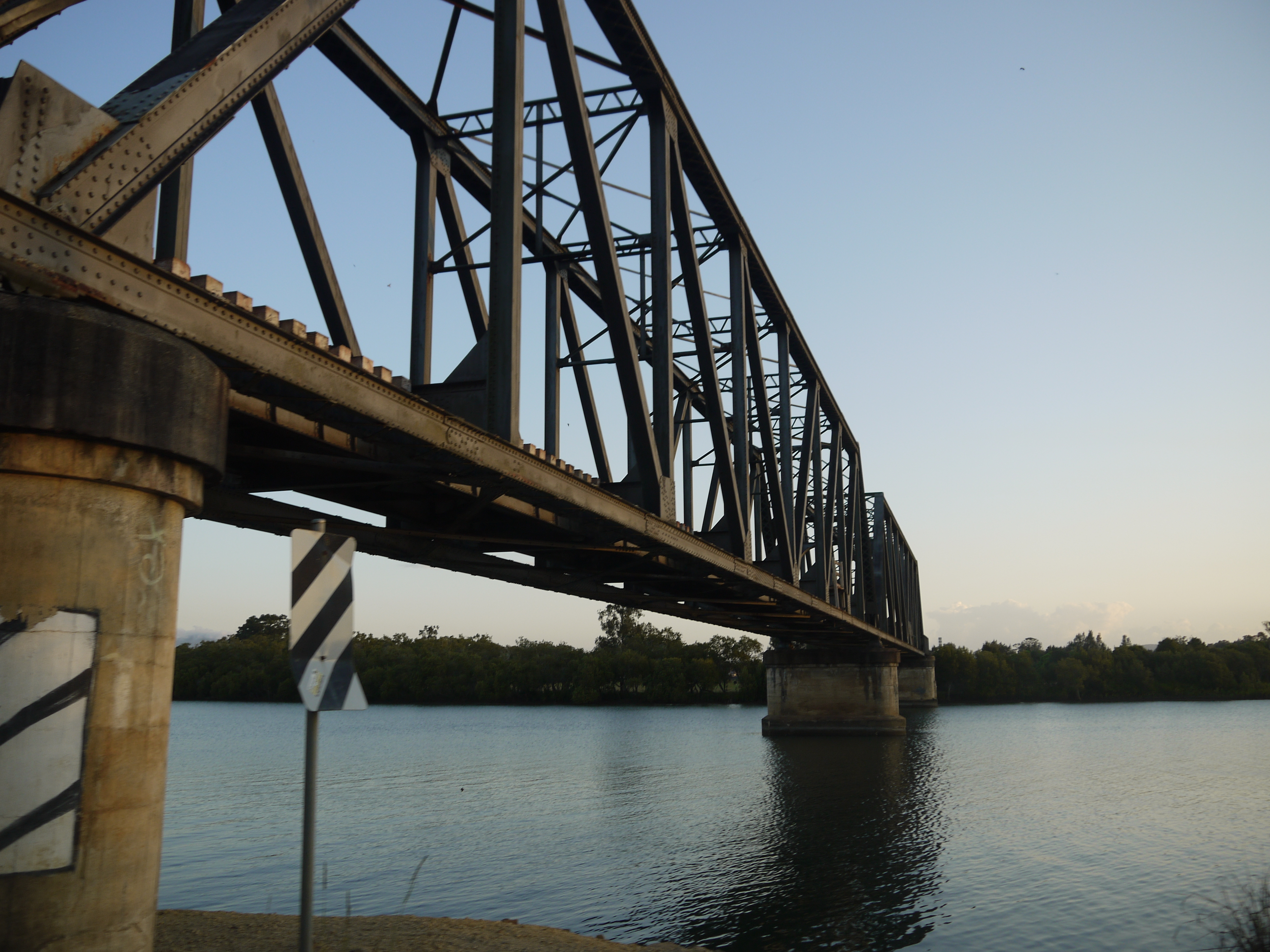
Brücke über den Nambucca River

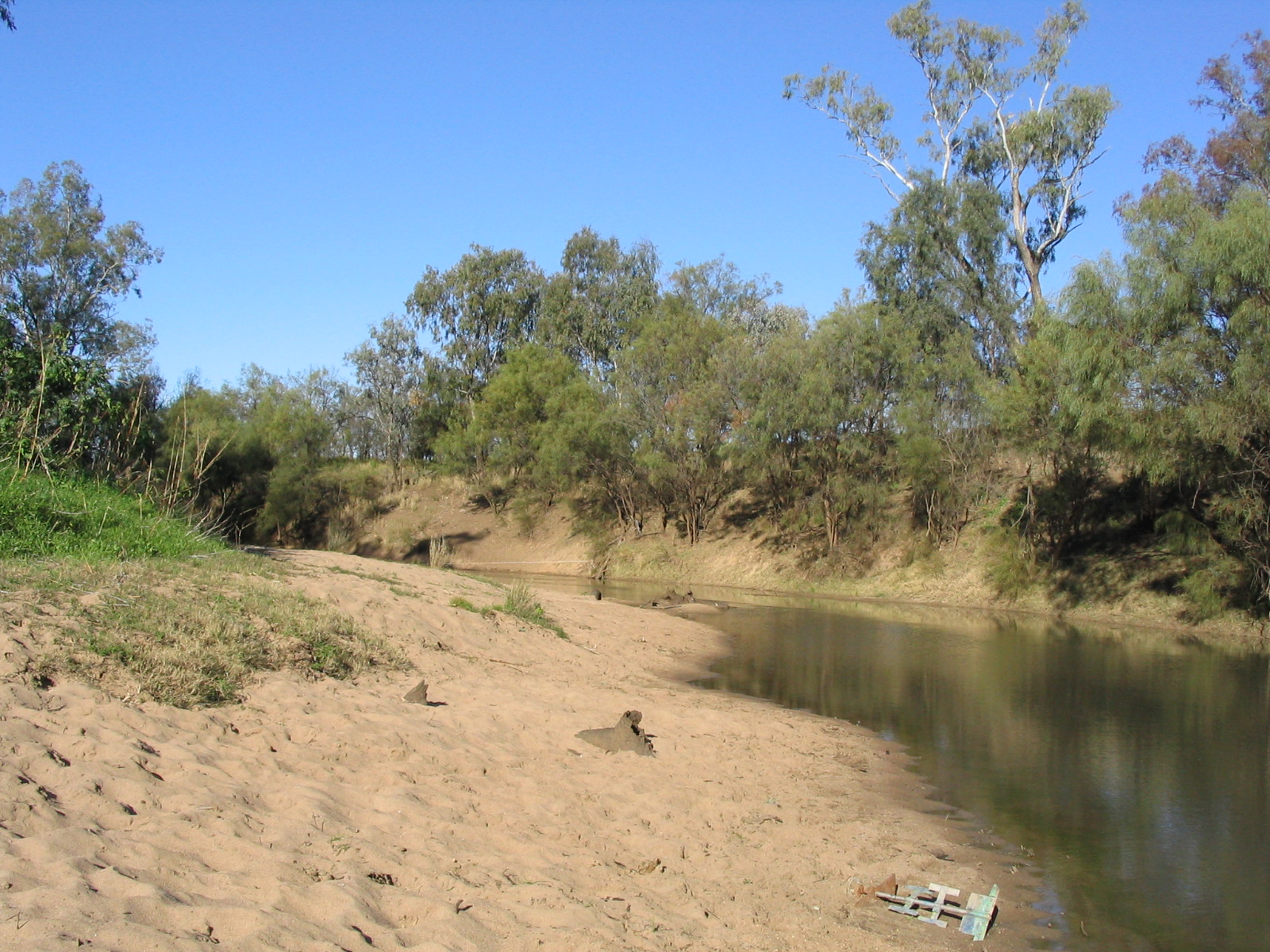
Sandbank im Namoi River

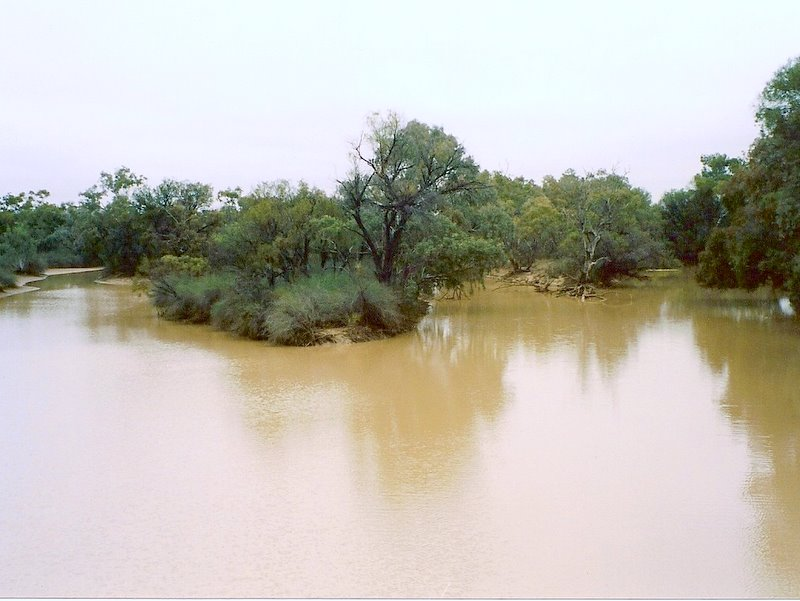
Paroo River in Wanaaring

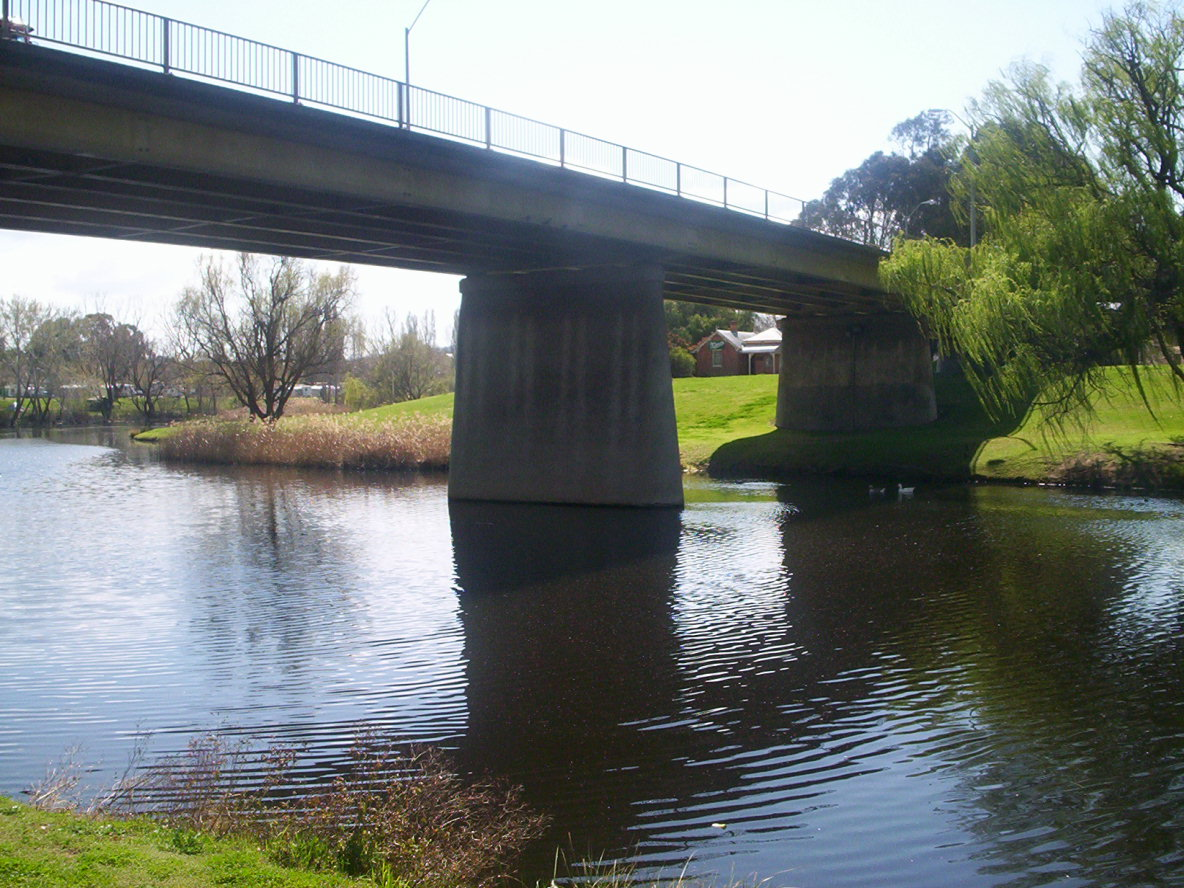
Queanbeyan River

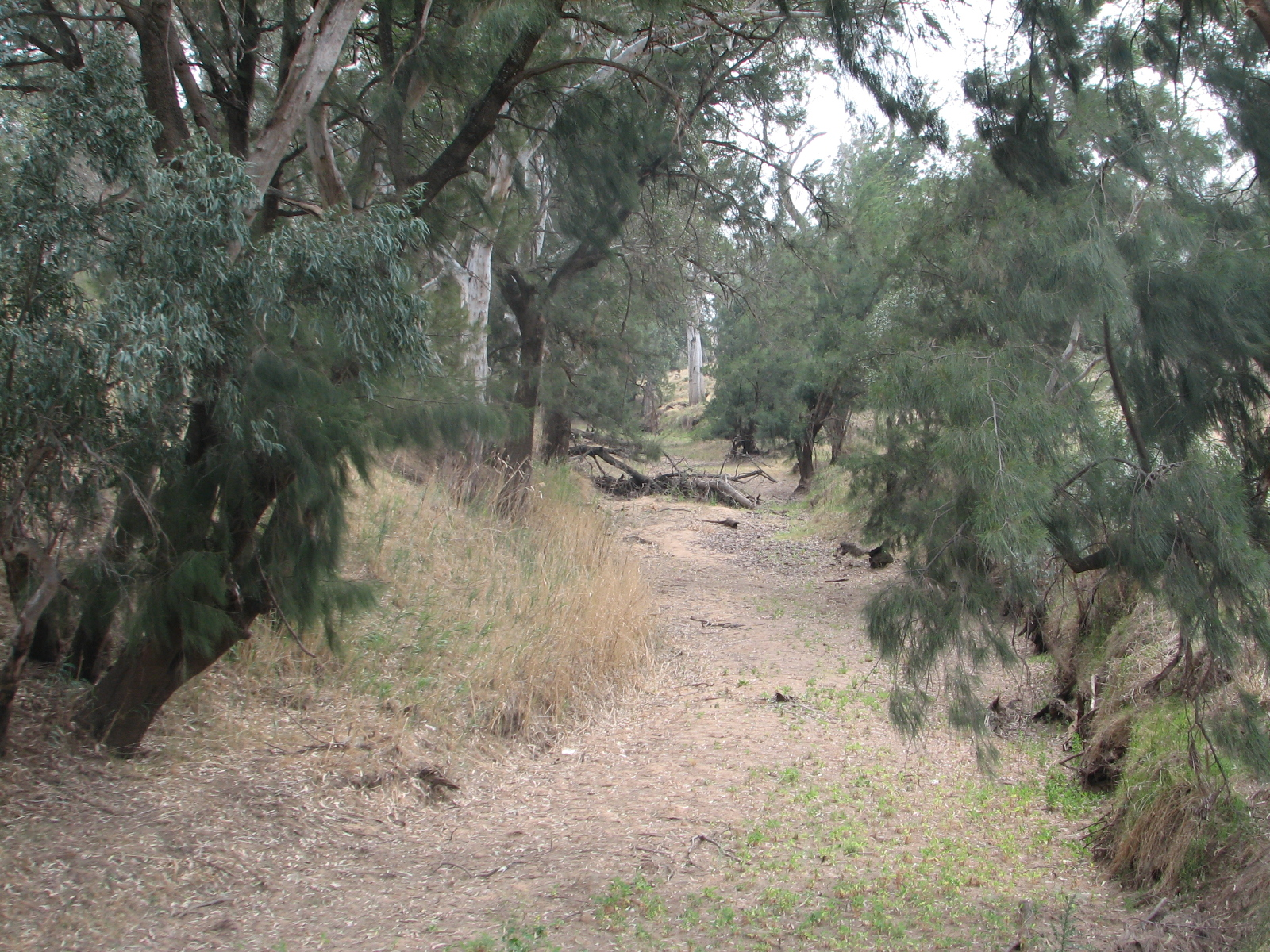
Talbragar River

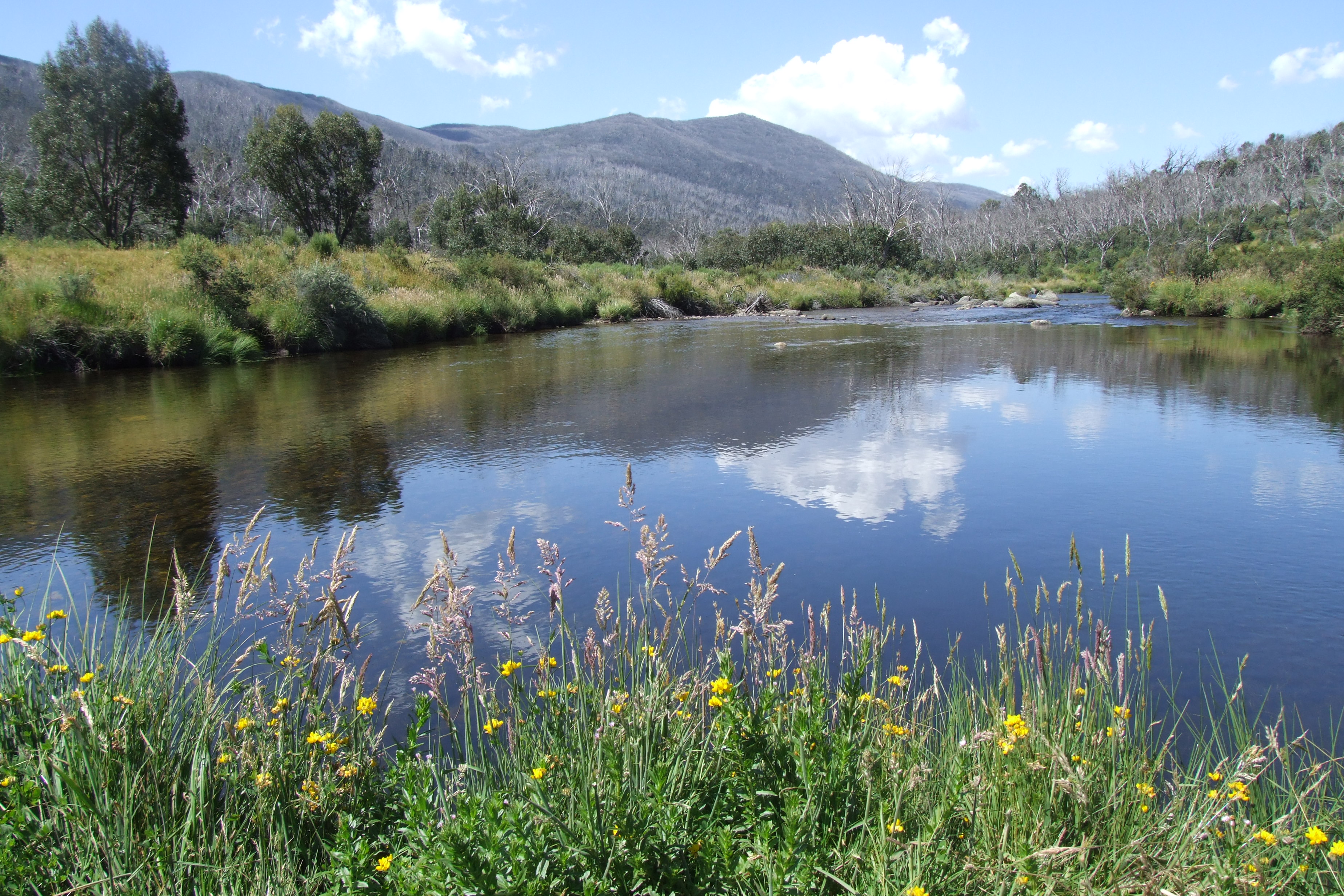
Thredbo River

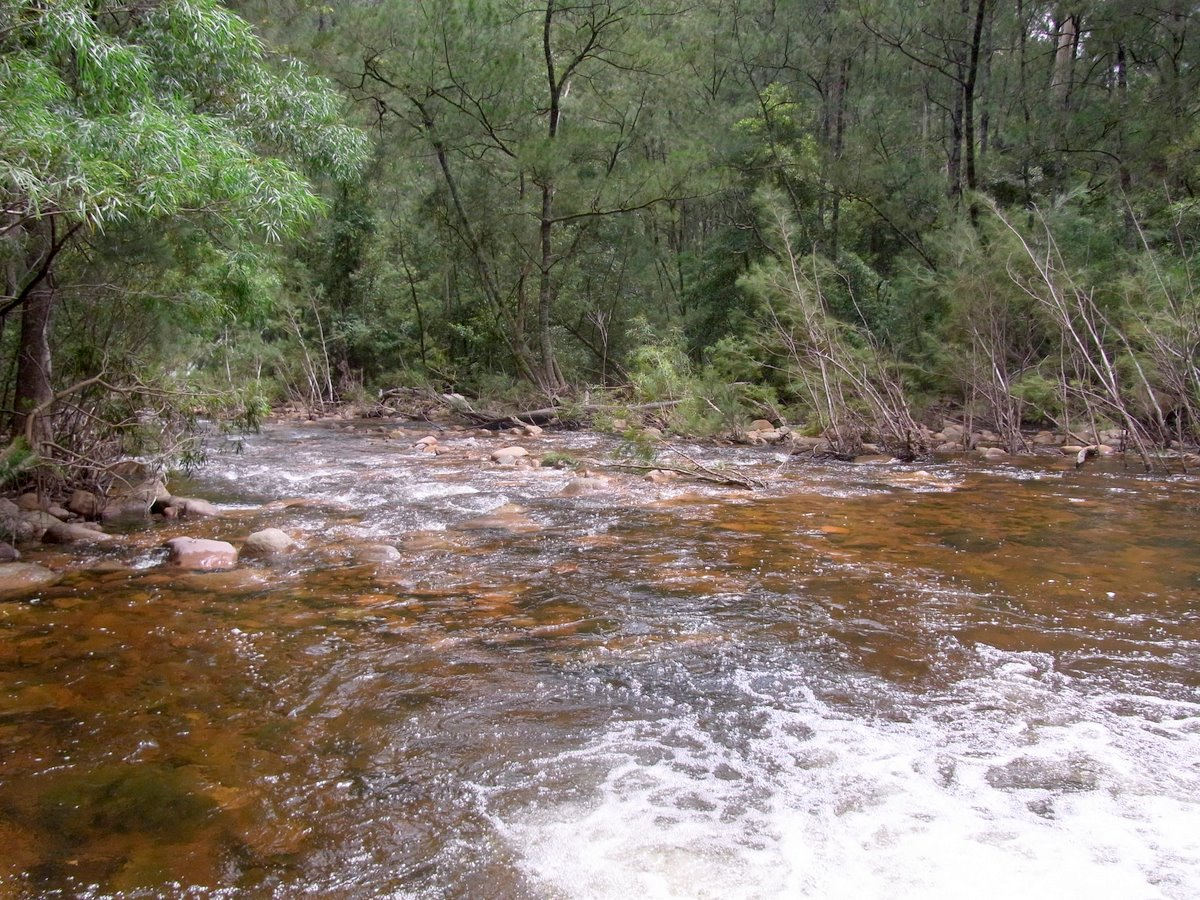
Wadbilliga River

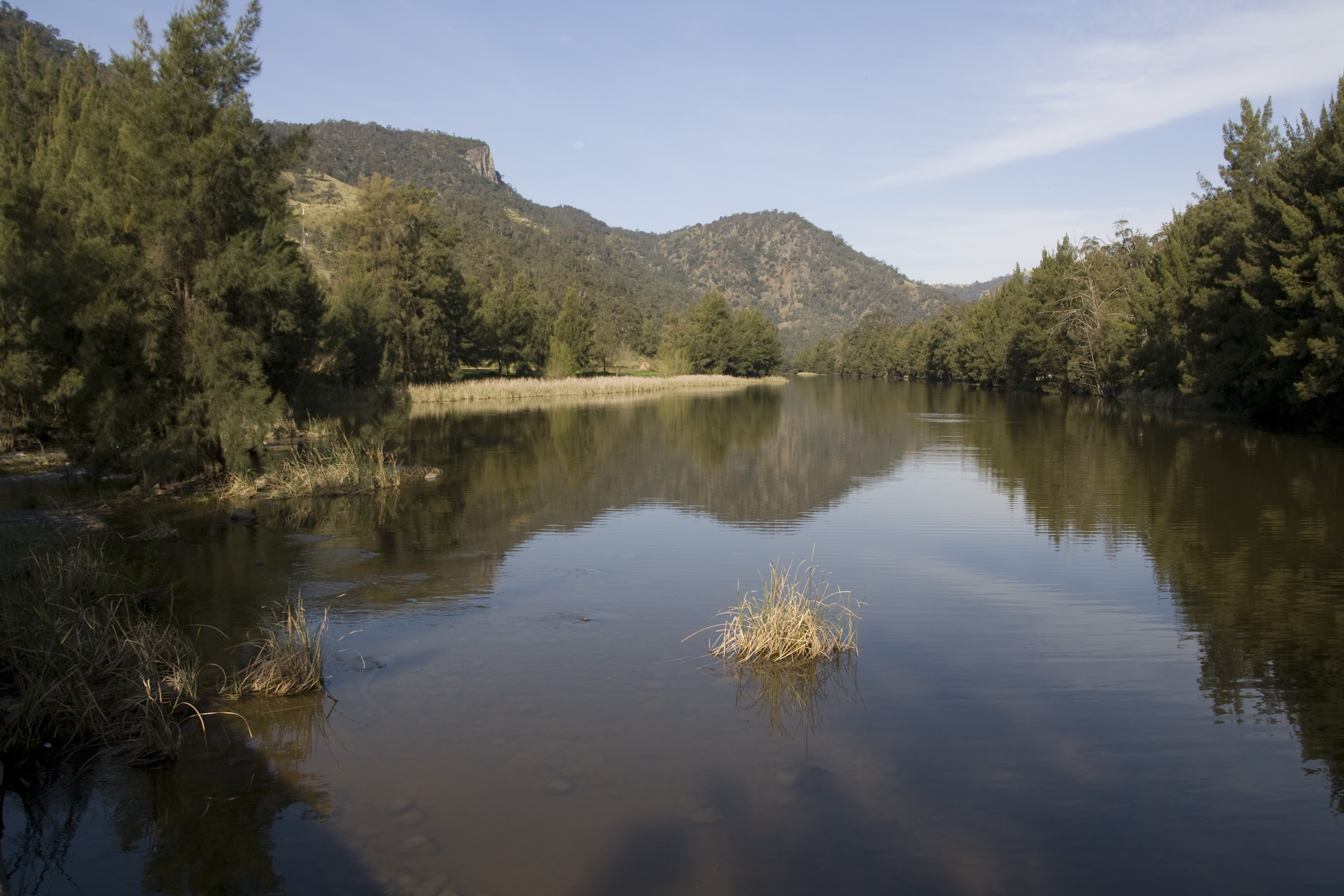
Wollondilly River

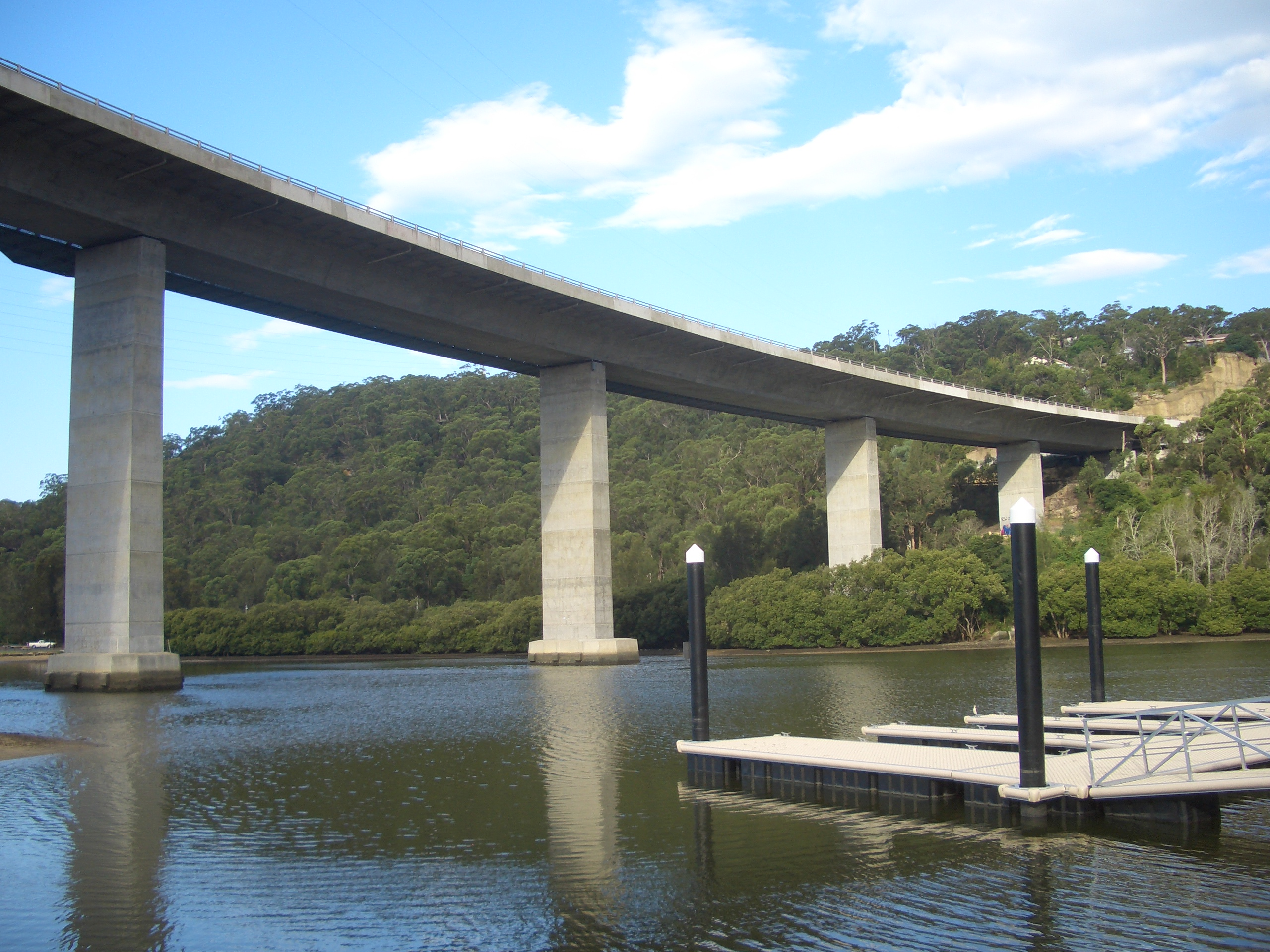
Woronora Bridge über dem Woronora River

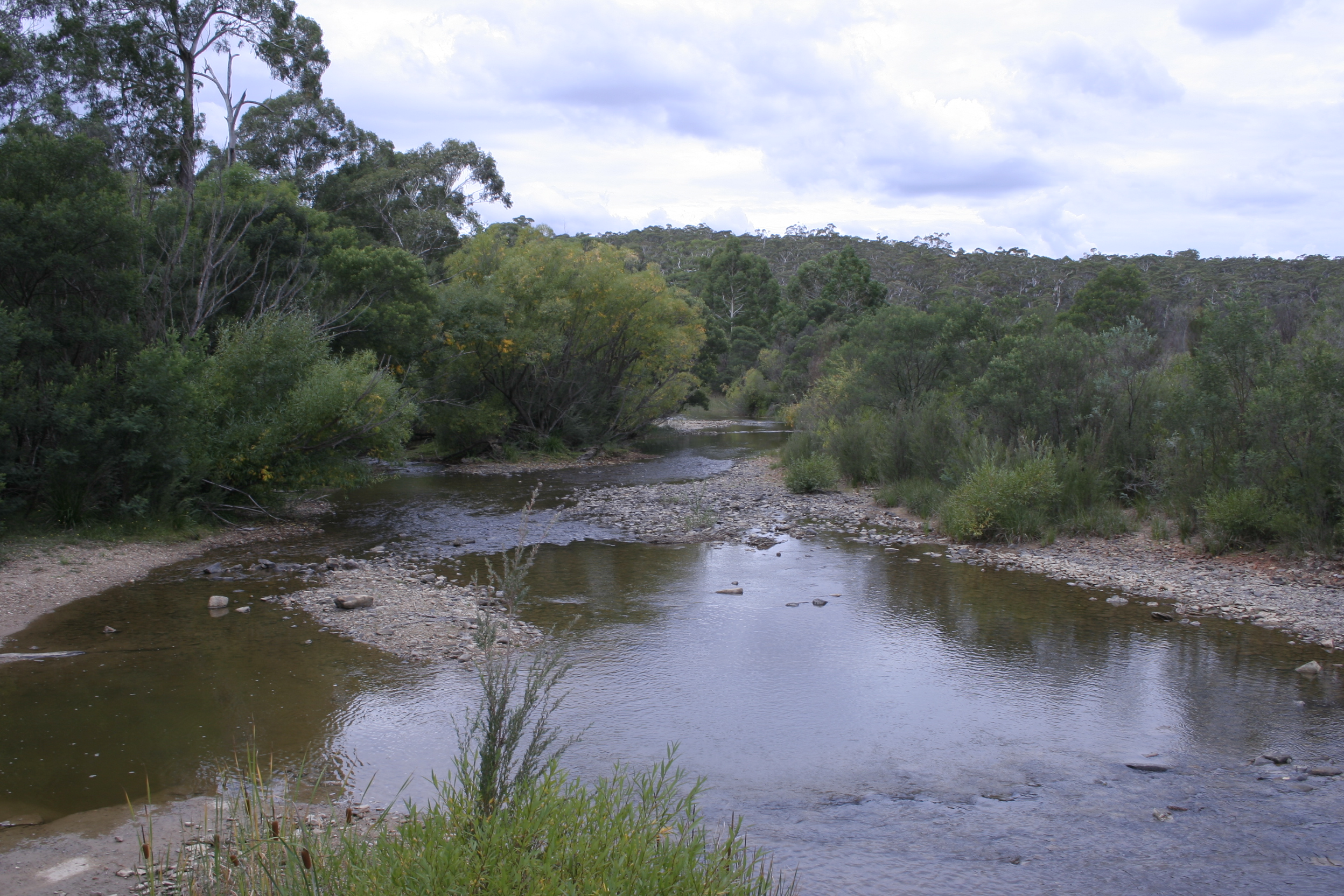
Shoalhaven River

| Name                              | L       | E         | Q     | M     | F                          | Bemerkung/en |
| --------------------------------- | ------- | --------- | ----- | ----- | -------------------------- | --- |
| Abercrombie River (Foto)          | 186,0   |           | 1.130 | 375   | Murray River               | durchfließt den Lake Wyangala |
| Aberfoyle River                   | 115,0   |           | 1.340 | 374   | Clarence River             | |
| Allum River                       | 11,6    |           | 752   | 185   | Hawkesbury River           | |
| Allyn River                       | 82,1    |           | 655   | 15    | Hunter River               | |
| Avon River                        | 31,9    |           | 348   | 193   | Hawkesbury River           | |
| Avon River                        | 47,9    |           |       |       | Manning River              | |
| Back River                        | 20,6    |           | 1.200 | 548   | Manning River              | |
| Back River                        | 7,7     |           | 1.180 | 976   | Tuross River               | |
| Bargo River                       | 32,0    | 131       |       |       | Hawkesbury River           | |
| Barnard River                     | 148,0   |           | 1.330 | 94    | Manning River              | |
| Barrington River                  | 93,1    |           | 1.460 | 85    | Manning River              | wegen seiner Wildwasserabschnitte bei Kanufahrern sehr beliebt |
| Barwon River                      | 889,0   |           | 196   | 110   |                            | der Name des Barwon River ist vom Wort der Aborigines für „breiter Fluss“ abgeleitet; durchfließt Pear Paddock Waterhole und Mile Lagoon                                                                 |
| Bega River                        | 48,6    | 2.850     | 113   | 0     | Bega River                 | |
| Bell River                        | 146,0   |           | 726   | 285   | Murray River               | |
| Belubula River                    | 165,0   |           | 936   | 262   | Murray River               | durchfließt den Carcoar-Stausee (720 m ü. M.) |
| Bemboka River                     | 27,9    |           | 897   | 96    | Bega River                 | |
| Bendoc River                      | 21,8    |           | 848   | 758   | Snowy River                | |
| Berrima River                     | 8,4     |           | 1.030 | 695   | Snowy River                | |
| Bielsdown River (Foto)            | 378,0   |           | 936   | 476   | Clarence River             | Dangar Falls |
| Big Badja River                   | 31,8    |           | 1.030 | 735   | Murray River               | |
| Bimberamala River                 | 49,6    |           | 814   | 57    | Clyde River                | |
| Birrie River                      | 197,0   |           | 147   | 115   | Murray River               | |
| Burrungubugge River               | 14,5    |           | 1.870 | 1.170 | Snowy River                | |
| Bylong River                      | 48,1    |           | 748   | 218   | Hunter River               | |
| Blicks River                      | 67,1    |           | 1.340 | 419   | Clarence River             | |
| Bluff River                       | 13,0    |           | 750   | 604   | Murray River               | |
| Bobo River                        | 39,1    |           | 679   | 355   | Clarence River             | |
| Bogan River                       | 617,0   | 18.000    | 305   | 111   | Murray River               | |
| Bolong River                      | 59,9    |           | 905   | 569   | Murray River               | |
| Bombala River                     | 87,4    |           | 1.170 | 635   | Snowy River                | |
| Boomi River                       | 231,0   |           | 192   | 152   | Murray River               | |
| Boonoo Boonoo River               | 44,0    |           | 955   | 248   | Clarence River             | Boonoo Boonoo Falls |
| Boorowa River                     | 134,0   |           | 619   | 301   | Murray River               | |
| Bowman River                      | 53,7    |           | 664   | 170   | Manning River              | |
| Bow River                         |         |           |       |       |                            | |
| Boyd River                        | 68,4    |           | 303   | 161   | Clarence River             | |
| Boyne River                       | 2,0     |           | 93    | 49    | Clyde River                | |
| Bredbo River                      | 52,0    |           | 1.380 | 695   | Murray River               | |
| Bremer River                      | 88,4    |           | 431   | 1     | Murray River               | |
| Brogo River                       | 79,9    |           | 604   | 597   | Bega River                 | |
| Buckenbowra River                 | 41,2    |           | 601   | 4     | Clyde River                | |
| Burke River                       | 22,1    |           | 635   | 324   | Hawkesbury River           | mündet in den Nepan-Stausee (324 m ü. M.) |
| Capertee River                    | 105,0   |           | 510   | 147   | Hawkesbury River           | |
| Castlereagh River                 | 541,0   |           | 630   | 121   | Murray River               | durchfließt den Timor-Stausee |
| Cataract River                    | 84,8    |           | 987   | 117   | Clarence River             | |
| Cataract River                    | 23,0    |           | 293   | 77,7  | Hawkesbury River           | durchfließt den Lake Cataract |
| Cells River                       | 32,3    |           | 1.010 | 216   | Manning River              | |
| Chichester River                  | 42,1    |           | 1.330 | 82,3  | Hunter River               | durchfließt den Lake Chichester |
| Clarence River                    | 343,0   | 22.850    | 248   | 0     | Clarence River             | Die Aborigines am Unterlauf des Flusses nennen diesen Breimba oder Berrinbah; der Fluss wurde nach Prinz William, 1. Duke of Clarence and St. Andrews, dem späteren britischen König Wilhelm IV. benannt |
| Clyde River                       | 102,0   | 1.723     | 597   | 0     | Clyde River                | |
| Cobark River                      | 27,4    |           | 745   | 218   | Manning River              | |
| Cobrabald River                   | 52,8    |           | 1.370 | 990   | Murray River               | |
| Cockburn River                    | 33,6    |           | 493   | 384   | Murray River               | |
| Coldstream River                  | 43,0    |           | 32    | 1     | Clarence River             | |
| Colo River                        | 86,4    |           | 218   | 4     | Hawkesbury River           | |
| Coolaburragundy River             | 68,9    |           | 656   | 391   | Murray River               | |
| Coolumbooka River                 | 26,5    |           | 803   | 698   | Snowy River                | |
| Cooplacurripa River               | 78,7    |           | 1.270 | 148   | Manning River              | |
| Cordeaux River                    | 28,3    |           | 315   | 147   | Hawkesbury River           | durchfließt den Lake Cordeaux |
| Corang River                      | 30,1    |           | 720   | 511   | Shoalhaven River           | |
| Coxs River                        | 155,0   |           | 1.040 | 114   | Hawkesbury River           | durchfließt das Wallerawang Reservoir, den Lake Lyell (789 m ü. M.) und den Lake Burragorang (180) |
| Crackenback River                 | →       | →         | →     | →     | →                          | heute: Thredbo River |
| Crawford River                    | 25,0    |           | 175   | 3     | Myall River                | |
| Crookwell River                   | 78,2    |           | 892   | 430   | Murray River               | |
| Cudgegong River                   | 250,0   |           | 766   | 341   | Murray River               | durchfließt Lake Windamere (252 m ü. m) und Lake Barrendong |
| Culgoa River                      | 489,0   |           | 187   | 109   | Murray River               | |
| Curricabark River                 | 39,9    |           | 664   | 170   | Manning River              | |
| Darling River                     | 1.570   | 609.283   | 119   | 35    | Murray River               | längster Fluss Australiens; durchfließt den Lake Wetherell (62 m ü. M.) und den Pamamaroo Lake (61) |
| Dawson River                      | 31,6    |           | 176   | 0     | Manning River              | |
| Deepwater River                   | 83,7    |           | 1.080 | 604   | Murray River               | |
| Deer Park River                   | 12,0    |           | 1.350 | 865   | Clarence River (Tasmansee) | |
| Delegate River                    | 127,0   |           | 1.150 | 507   | Snowy River                | |
| Deua River                        | 139,0   |           | 641   | 9     | Moruya River               | |
| Dilgry River                      | 26,1    |           | 1.440 | 339   | Manning River              | |
| Doubtful River                    | 15,4    |           | 1.660 | 1.290 | Murray River               | |
| Dry River                         |         |           |       |       | Murrah River               | |
| Duck River                        | 7,0     |           |       |       | Parramatta River           | |
| Dumaresq River                    | 214,0   |           | 381   | 227   | Murray River               | benannt nach dem Lieutenant-Colonel Henry Dumaresq |
| Edward River                      | 383,0   |           | 110   | 61    | Murray River               | |
| Ellenborough River                | 70,0    |           | 772   | 55    | Hastings River             | |
| Endrick River                     | 32,0    |           | 651   | 227   | Shoalhaven River           | |
| Eucumbene River                   | 83,6    |           | 1.380 | 902   | Snowy River                | durchfließt Lake Eucumbene (1.168 m ü. M.) und Lake Jindabyne |
| Finns River                       | 9,0     |           | 1.830 | 1.230 | Snowy River                | |
| Fish River                        |         |           |       |       |                            | |
| Fish River                        | 119,0   |           | 1.160 | 668   | Murray River               | durchfließt den Fish-River-Stausee |
| Forbes River                      | 52,8    |           | 965   | 95    | Hastings River             | |
| Geehi River                       | 46,9    |           | 1.890 | 437   | Murray River               | durchfließt das Geehi Reservoir |
| Georges River                     | 89,3    | 960       | 393   | 0     | Georges River              | durchfließt den Chipping Norton Lake |
| Gloucester River                  | 102,0   |           | 1.190 | 38    | Manning River              | |
| Goobarragandra River              | 56,0    |           | 1.360 | 272   | Murray River               | |
| Goodradigbee River                | 105,0   | 1.101     | 1.650 | 345   | Murray River               | |
| Goulburn River                    | 221,1   |           | 434   | 97    | Hunter River               | nach dem Politiker Henry Goulburn benannt |
| Great Darling Anabranch           | 244,0   |           | 60    | 33    | Murray River               | durchfließt den Lake Mindona und das Hunter Waterhole |
| Gregory River                     |         |           |       |       |                            | |
| Growee River                      | 41,5    |           | 661   | 254   | Hunter River               | |
| Grose River                       | 53,9    |           | 953   | 38    | Hawkesbury River           | |
| Guy Fawkes River                  | 101,0   |           | 1.410 | 303   | Clarence River             | benannt nach dem englischen Offizier Guy Fawkes |
| Gwydir River                      | 447,4   | 26.588    | 766   | 144   | Murray River               | durchfließt die Collymongle Lagoon und den Copeton-Stausee |
| Happy Jacks River                 | 19,3    |           | 1.640 | 1.210 | Murray River               | |
| Hastings River                    | 180,0   |           | 1.040 | 0     | Hastings River             | |
| Hawkesbury River                  | 126,0   | 21.730    | 39    | 0     | Hawkesbury River           | |
| Henry River                       | 73,6    |           | 1.100 | 274   | Clarence River             | |
| Hollanders River                  | 10,6    |           | 1.020 | 939   | Hawkesbury River           | |
| Horton River                      | 134,0   |           | 1.330 | 270   | Murray River               | |
| Hunter River                      | 468,0   | 22.000    | 1.420 | 0     | Hunter River               | durchfließt den Lake Glenbawn (276 m ü. M.) |
| Ingeegoodbee River                | 31,4    |           | 1.340 | 514   | Snowy River                | |
| Isabella River                    | 51,2    |           | 1.150 | 479   | Murray River               | |
| Isis River                        | 70,2    |           | 683   | 243   | Hunter River               | |
| Jacobs River                      |         |           |       |       |                            | siehe Tongaroo River |
| Jenolan River                     | 30,2    |           | 1.190 | 220   | Hawkesbury River           | |
| Jooriland River                   | 17,5    |           | 556   | 122   | Hawkesbury River           | |
| Kangaroo River                    | 51,4    |           | 368   | 34    | Clarence River             | |
| Kangaroo River                    | 46,9    |           | 290   | 56    | Shoalhaven River           | durchfließt den Yarrunga-Stausee |
| Karuah River                      | 101,0   | 1.448     | 598   | 0     | Karuah River               | |
| Kedumba River                     | 20,1    |           | 297   | 120   | Hawkesbury River           | durchfließt den Burragorang-Stausee |
| Kerripit River                    | 34,6    |           | 1.450 | 212   | Manning River              | |
| Kowmung River                     | 74,4    |           | 941   | 125   | Hawkesbury River           | |
| Krui River                        | 70,9    |           | 831   | 264   | Hunter River               | |
| Kybeyan River                     | 134,0   |           | 1.060 | 745   | Murray River               | |
| Lachlan River (Foto)              | 1.440,1 | 84.700    | 699   | 68    | Murray River               | durchfließt den Lake Wyangala |
| Lane Cove River (Foto)            | 15,0    |           |       | 0     | Parramatta River           | |
| Lansdowne River                   | 51,0    |           | 740   | 0     | Manning River              | |
| Lett River                        | 14,0    |           |       |       | Hawkesbury River           | |
| Little Bogan River                | 40,7    |           | 111   | 107   | Murray River               | |
| Little Burke River                | 16,2    |           | 546   | 328   | Hawkesbury River           | durchfließt den Nepean-Stausee |
| Little Murray River               | 30,5    |           | 38    | 7     | Murray River               | |
| Little Murray River               | 30,9    |           | 1.190 | 553   | Clarence River             | |
| Little Nymboida River             | 44,1    |           | 576   | 250   | Clarence River             | |
| Little Plains River               | 33,2    |           | 758   | 693   | Snowy River                | |
| Little River                      | 15,6    |           | 1.000 | 254   | Hawkesbury River           | |
| Little River                      | 122,0   |           | 633   | 270   | Murray River               | |
| Little River                      | 26,8    |           | 602   | 127   | Hawkesbury River           | |
| Little River                      | 8,0     |           |       |       |                            | |
| Little River                      | 16,3    |           | 702   | 362   | Snowy River                | |
| Little Thredbo River              | 13,7    |           | 1.710 | 1.130 | Snowy River                | |
| Little Weir River                 | 78,5    |           | 169   | 153   | Murray River               | |
| Macdonald River                   | 150,0   |           | 482   | 0     | Hawkesbury River           | |
| Macdonald River (Foto)            | 169,0   |           | 1.220 | 705   | Murray River               | |
| Macintyre River                   | 475,1   |           | 1.260 | 188   | Murray River               | |
| Maclaughlin River                 | 83,9    |           | 1.070 | 533   | Snowy River                | |
| Macleay River (Foto)              | 298,1   |           | 388   | 0     | Macleay River              | nach dem britisch-australischen Wissenschaftler Alexander Macleay benannt |
| Macquarie River                   | 793,0   | 74.000    | 671   | 115   | Murray River               | durchfließt den Lake Burrendong (346 m ü. M.) |
| Manilla River                     | 138,0   |           | 845   | 349   | Murray River               | durchfließt den Split-Rock-Stausee |
| Mann River                        | 238,1   |           | 1.410 | 44    | Clarence River             | durchfließt den Llangothlin Lake |
| Manning River abor.: Boolumbahtee | 261,0   | 8.190     | 1.500 | 0     | Manning River              | |
| Maria River                       |         |           |       |       |                            | |
| Maryland River                    | 64,7    |           | 821   | 248   | Clarence River             | |
| Mehi River                        | 160,1   |           | 227   | 145   | Murray River               | |
| Merriwa River                     | 78,2    |           | 475   | 158   | Hunter River               | |
| Middle River                      | 14,0    |           |       |       | Hawkesbury River           | |
| Mole River                        | 73,0    |           | 614   | 363   | Murray River               | |
| Molonglo River                    | 115,0   | 198.800   | 1.130 | 440   | Murray River               | durchfließt den Burley Griffin-Stausee (556 m ü. M.) |
| Mongarlowe River                  | 71,7    |           | 796   | 556   | Shoalhaven River           | |
| Mooki River                       | 128,0   |           | 351   | 264   | Murray River               | |
| Moonie River                      | 542,0   | 14.812    | 347   | 149   | Murray River               | durchfließt den Thallon-Stausee |
| Moppy River                       | 22,4    |           | 1.500 | 356   | Manning River              | |
| Moruya River (Foto)               | 18,6    |           | 22    | 0     | Moruya River               | |
| Moyangul River                    | 23,6    |           | 1.230 | 250   | Snowy River                | |
| Mullen Malong River               | 16,7    |           | 524   | 237   | Hawkesbury River           | |
| Mulwaree River                    | 66,2    |           | 841   | 624   | Hawkesbury River           | |
| Mumbedah River                    | 14,8    |           | 1.260 | 284   | Hawkesbury River           | |
| Mummel River                      | 65,1    |           | 1.080 | 177   | Manning River              | |
| Munmurra River                    | 74,0    |           | 1.160 | 279   | Hunter River               | |
| Murray River                      | 2.375,1 | 1.058.549 | 902   | 0     | Murray River               | längster Fluss in New South Wales und zweitlängster Fluss Australiens, durchfließt sechs Seen |
| Murrumbidgee River (Foto)         | 1.579   | 81.640    | 1.560 | 55    | Murray River               | durchfließt den Tantangara-Stausee (1.231 m ü. M.) und den Lake Burrinjuck (326) |
| Nambucca River                    | 87,0    | 1.299     | 594   | 0     | Nambucca River             | |
| Namoi River                       | 330,0   | 43.000    | 708   | 130   | Murray River               | durchfließt den Lake Keepit |
| Narran River                      | 299,0   |           | 179   | 118   | Murray River               | durchfließt den Narran Lake |
| Nattai River                      | 50,7    |           | 452   | 116   | Hawkesbury River           | durchfließt den Lake Burragorang |
| Nepean River                      | 178,0   |           | 766   | 39    | Hawkesbury River           | durchfließt den Nepan-Stausee |
| Nowendoc River                    | 115,0   |           | 1.150 | 52    | Manning River              | Nowendoc Falls |
| Numeralla River                   | 93,8    |           | 1.070 | 706   | Murray River               | |
| Nunnock River                     | 8,2     |           | 954   | 706   | Bega River                 | |
| Nymboida River                    | 165,0   |           | 1.370 | 120   | Clarence River             | Rob Roys Falls |
| Oban River                        | 46,5    |           | 1.360 | 819   | Clarence River             | durchfließt den Little Llangothlin Lake |
| Orara River                       | 156,0   |           | 200   | 5     | Clarence River             | |
| Paddys River                      | 31,3    |           | 1.180 | 346   | Murray River               | durchfließt den Paddys-River-Stausee |
| Pages River                       | 97,0    |           | 1.100 | 174   | Hunter River               | |
| Pappinbarra River                 | 58,2    |           | 392   | 16    | Hastings River             | |
| Paroo River                       | 600,0   | 1.383     | 336   | 76    | Murray River               | durchfließt den Thoulcanna-Stausee |
| Parramatta River                  | 13,7    | 130       |       | 0     | Parramatta River           | der wichtigste Nebenfluss des natürlichen Hafens von Sydney, Port Jackson |
| Paterson River                    | 221,0   |           | 935   | 2     | Hunter River               | durchfließt den Lostock-Stausee |
| Peak River                        | 21,2    |           | 1.140 | 423   | Murray River               | |
| Peel River                        | 210,0   |           | 743   | 286   | Murray River               | durchfließt den Chaffey-Stausee (518 m ü. M.) |
| Pigna Barney River                | 40,4    |           | 1.210 | 389   | Manning River              | |
| Pinch River                       | 23,6    |           | 1.230 | 250   | Snowy River                | auch: Moyangul River |
| Queanbeyan River                  | 104,0   | 96.000    | 1.260 | 567   | Murray River               | es wird angenommen, dass der Name des Flusses aus der Sprache der Ngarigo-Aborigines kommt und „Sauberes Wasser“ bedeutet; durchfließt den Googong-Stausee (663 m ü. M.)                                 |
| Queens Pound River                | 13,8    |           | 1.210 | 323   | Tuross River               | |
| Queensborough River               | 19,0    |           | 885   | 758   | Snowy River                | |
| Richmond River                    | 248,0   | 6.850     | 236   | 0     | Richmond River             | |
| Rocky River                       | 34,0    |           | 977   | 754   | Murray River               | |
| Rowleys River                     | 71,2    |           | 944   | 80    | Manning River              | |
| Sara River                        | 96,5    |           | 1.300 | 303   | Clarence River             | |
| Severn River                      | 205,0   |           | 1.110 | 284   | Murray River               | durchfließt den Pindari-Stausee |
| Shoalhaven River (Foto)           | 327,1   |           | 864   |       | Shoalhaven River           | durchfließt den Lake Yarrunga |
| Snowy River (Foto)                | 403,1   | 15.779    | 1.840 | 0     | Snowy River                | durchfließt den Guthega Pondage- (1.588 m ü. M.) und Island Bend Pondage-See (1.192) und den Lake Jindabyne (918)                                                                                        |
| Strike-a-Light River              | 38,1    |           | 1.200 | 733   | Murray River               | |
| Suggan Buggan River (Foto)        | 37,9    |           | 699   | 192   | Snowy River                | |
| Talbragar River                   | 277,0   |           | 1.130 | 258   | Murray River               | |
| Tarlo River                       | 92,0    |           | 787   | 395   | Hawkesbury River           | |
| Thone River                       | 32,0    |           |       |       | Hastings River             | |
| Timbarra River                    | 169,0   |           | 1.040 | 114   | Clarence River             | |
| Thredbo River                     | 40,3    |           | 1.550 | 918   | Snowy River                | mündet in den Lake Jindabyne |
| Tonalli River                     | 25,8    |           | 676   | 118   | Hawkesbury River           | mündet in den Lake Burroagorang |
| Tongaroo River                    | 26,5    |           | 1.230 | 266   | Snowy River                | |
| Tooma River                       | 73,8    |           | 1.590 | 236   | Murray River               | |
| Tuglow River                      | 21,7    |           | 1.170 | 941   | Hawkesbury River           | |
| Tumbarumba Creek                  | 58,8    |           | 1.100 | 252   | Murray River               | |
| Tumut River                       | 182,0   | 4.000     | 1.430 | 1.210 | Murray River               | durchfließt Happy Jacks Pondage, Tumut Pond, Tumut Two Pondage, Talbingo-Talsperre, Jounama Pondage und den Blowering-Stausee                                                                            |
| Turon River                       | 117,0   |           | 778   | 406   | Murray River               | am Turon River fand einer der ersten Goldrausche in Australiens statt |
| Tuross River                      | 147,0   | 1.814     | 1.170 | 0     | Tuross River               | |
| Tweed River                       | 78,2    | 1.080     | 169   |       | Tweed River                | nach dem gleichnamigen Fluss in Schottland benannt |
| Undowah River                     | 20,8    |           | 1.030 | 711   | Snowy River                | |
| Upsalls Creek                     |         |           |       |       |                            | |
| Urumbilum River                   | 14,4    |           | 593   | 115   | Clarence River             | |
| Wadbilliga River                  | 33,8    |           | 668   | 73    | Tuross River               | |
| Walcrow River                     | 25,0    |           | 1.290 | 351   | Manning River              | |
| Wangat River                      | 20,1    |           | 1.070 | 184   | Hunter River               | mündet in den Lake Chichester |
| Warragamba River                  | 18,0    |           | 118   | 22    | Hawkesbury River           | durchfließt den Lake Burragorang |
| Warrego River                     | 900,0   |           | 625   | 98    | Murray River               | durchfließt unter anderem den Lower-Lila-, den Six-Mile- und den Boera-Stausee |
| Williams River                    | 142,0   |           | 747   | 1     | Hunter River               | |
| Wilson River                      |         |           |       |       |                            | |
| Wingecarribee River               | 79,1    |           | 674   | 280   | Hawkesbury River           | durchfließt das Wingecarribee Reservoir (668 m ü. M.) |
| Wolgan River                      | 39,9    |           | 558   | 178   | Hawkesbury River           | |
| Wollangambe River                 | 57,4    |           | 924   | 55    | Hawkesbury River           | |
| Wollondilly River                 | 269,0   |           | 993   | 115   | Hawkesbury River           | |
| Woronora River                    | 36,1    |           | 353   | 0     | Georges River              | durchfließt den Lake Woronora (183 m ü. M.) |
| Yadboro River                     | 26,5    |           | 1.030 | 70    | Clyde River                | |
| Yarrow River                      | 42,9    |           | 1.260 | 603   | Clarence River             | |
| Yass River                        | 139,0   |           | 758   | 345   | Murray River               | durchfließt den Burrinjuke-Stausee |
| Yowrie River                      | 18,9    |           | 468   | 150   | Tuross River               | |